# Реформація
Реформа́ція (від лат. reformátio — перетворення) — церковно-релігійні й суспільно-політичні течії, спрямовані проти Католицької церкви та на повернення, як вважали реформатори, до біблійних джерел християнства. Ці течії набували форми релігійної боротьби проти Католицької церкви і папської влади.
Реформацію пов'язують з іменами Мартіна Лютера, Жана Кальвіна та Ульріха Цвінглі — і відповідно називають лютеранською, протестантською або євангелічною.
Передумовою до Реформації була криза папства у XIV—XV ст. — західна схизма. Рух із церковного поступово переростав у суспільний через невтілені надії на церковну реформу після рішень Констанцького Собору 1414—1418 років (папа Мартин V) і особливо Базельсько-Флорентійського собору 1431—1449 років (Папа Євгеній IV), а також Віденського конкордату 1448 року щодо Німеччини між римсько-німецьким кайзером Фрідріхом ІІІ і Папою Миколаєм V.
Безпосереднім початком Реформації вважають поширення Лютером персональних листів-звернень, в яких він доводив, що спасіння та Божа милість досягаються завдяки вірі, без вирішального значення церковних Таїнств. Загальним суспільним поштовхом стала публікація латинською 25 жовтня 1517 року в місті Віттенберзі заклику до теологічної дискусії у вигляді 95 тез, в яких йшлося про гріх та кару, і особливо критикувалась торгівля індульгенціями.
Церковно-релігійний рух, ініційований Мартіном Лютером, спричинив розрив єдності західно-європейської церкви — появу національних церковних спільнот і виникнення нової теології протестантизму.
Основою цієї теології стали так звані Quinque sola («П'ять „тільки“»), а саме: Sola scriptura («тільки Писанням»), Sola gratia («тільки благодаттю»), Sola fide («тільки вірою»), Solus Christus («тільки Христос») та Soli Deo gloria («тільки Богу слава»). Приймають також положення Нікейсько-Царгородського Символу віри, з певними відмінностями в тлумаченні цих положень, в порівнянні з тлумаченням Символу віри в православ'ї та католицизмі.

## Причини
У XVI столітті Німеччину, Англію, Францію, Нідерланди, скандинавські країни та країни центральної Європи охопив широкий суспільний рух проти католицької церкви — Реформація (від лат. reformátio — перетворення, виправлення). Представники цього руху заперечували верховну владу папи римського, чернецтво, більшу частину таїнств, догмат католицької церкви про можливість «спасіння» вірників «добрими ділами» (тобто, пожертвуваннями і молитвами), культ святих, ікони, обов'язкову безшлюбність духівництва, більшу частину католицької символіки тощо. На противагу цьому висували вимогу до національних церков, не підпорядкованих римській курії, проводити богослужіння рідною мовою. Джерелом віровчення послідовники реформаційного руху вважали саме лише Святе Письмо (Біблію) і відкидали Священне Передання (рішення церковних соборів, вердикти римських пап).
Ідея реформації церкви «ширяла у повітрі» в добу Гуманізму епохи Відродження, так само як ідеї відродження мистецтва й науки. Виразником цієї ідеї став чернець августинського ордену, син рудокопа Мартін Лютер. 1517 року Лютер представив до загального розгляду 95 тез проти папської влади. Він спалив папську буллу, що відлучала його від церкви. Натомість написав для церкви новий катехізис.
Лютерівське (можливо Лютеріанське) вчення поширилося у Швеції, Данії, Франконії, Гессенських і Бранденбурзьких землях. Розпочалася війна протестантів з німецьким імператором Карлом V. Ця війна тривала з перервами до 1536 року, коли імператор змушений був укласти мирний договір у Нюрнберзі. З цього часу протестанти отримали громадянські права нарівні з католиками. Повстання Лютера стало сигналом до появи інших супротивників папської влади. Найзначнішими з них були Ульріх Цвінглі, Жан Кальвін та Філіпп Меланхтон.

Релігійним наслідком Реформації у тих країнах, де вона перемогла, було утворення нових протестантських церков (в Англії, Шотландії, Нідерландах, Швейцарії, частині Німеччини, скандинавських країнах). Отже, діяльність Лютера спричинила розкол в єдності західнохристиянського світу.

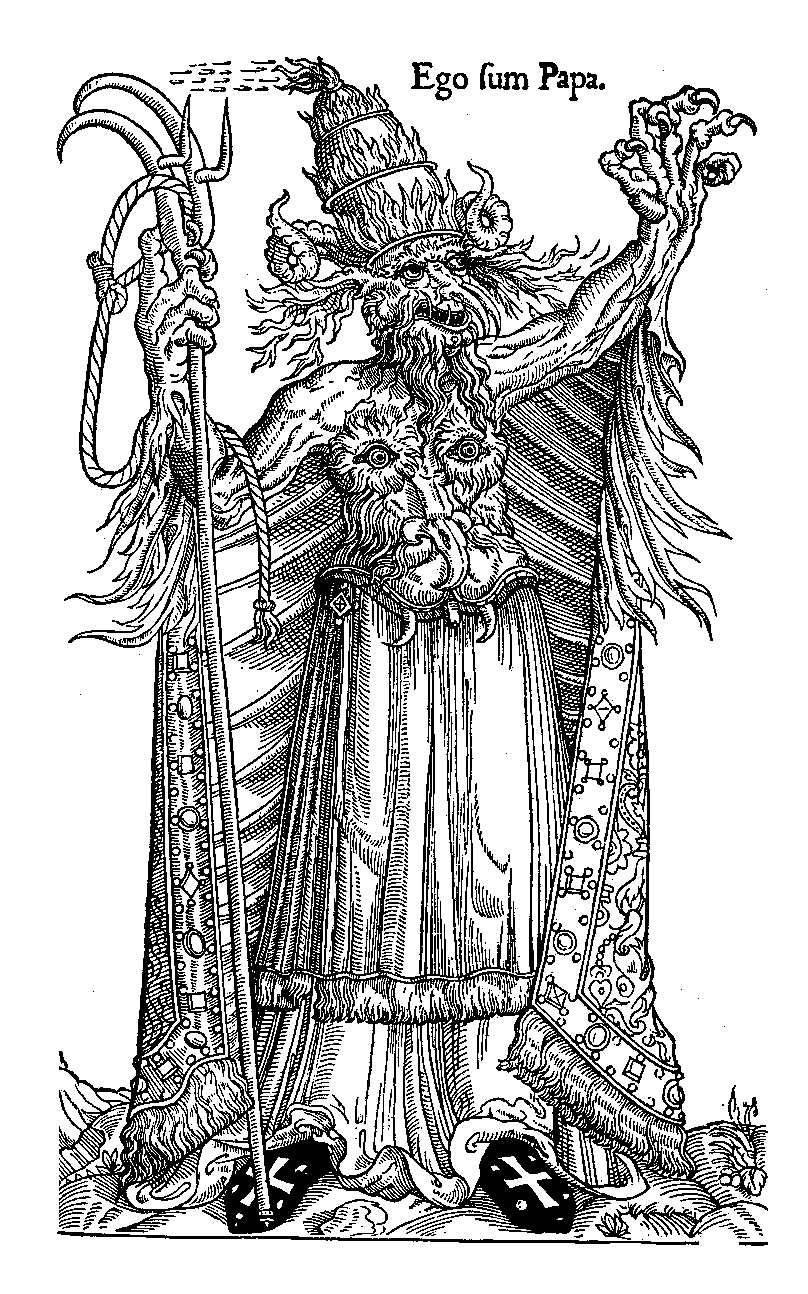
Середньовічна карикатура на Олександра VI: Я є Папа

Протягом усього Середньовіччя церква відігравала визначальну роль у житті суспільства, ідеально вписуючись у панівний на Заході феодальний лад. Церковна ієрархія була повним віддзеркаленням світської ієрархії. Подібно до того, як у світському феодальному суспільстві були побудовані ієрархії різних категорії сеньйорів і васалів — від короля (верховного сеньйора) до лицаря, —так і члени кліру сходили вниз за феодальними ступенями від Папи (верховного первосвященника) до парафіяльного кюре. Як великий феодал церква в різних державах Європи володіла до третини всієї оброблюваної землі, на якій використовувала працю кріпаків, застосовуючи ті ж методи й прийоми, що й світські феодали. Узурпувавши таким чином готові форми феодального суспільства, отримуючи від них незліченні плоди, як організація церква одночасно формувала ідеологію феодального суспільства, маючи завданням обґрунтування закономірності, справедливості та богоугодності цього суспільства. Монархи Європи, своєю чергою, йшли на будь-які витрати, щоб отримати від кліриків вищу санкцію на своє панування.
Феодальна католицька церква, що була ідейною санкцією середньовічного суспільства, могла існувати й процвітати доти, доки панувала її матеріальна основа — феодальний лад. Але вже в XIV–XV століттях, спочатку в Середній Італії і Фландрії, а з кінця XV століття і по всій Європі, почав формуватися новий соціальний клас, що став рушієм розвитку економіки — буржуазія. Новому класу, що претендував на панування, потрібна була нова ідеологія. Нова релігія повинна була відрізнятися від католицизму перш за все простотою та дешевизною: замість будівництва величних соборів і проведення пишних церковних служб, підприємці прагнули витрачати кошти вкладаючи їх у виробництво, створювати й примножувати підприємства. Відповідно до цього ставала не тільки непотрібною, а й просто шкідливою, вся коштовна організація церкви з її Папою, кардиналами, єпископами, монастирями й церковним землеволодінням. У тих державах, де була сильна королівська влада (наприклад, в Англії чи Франції), католицька церква особливими декретами була обмежена у своїх претензіях і цим на деякий час врятована від загибелі. У Німеччині, наприклад, де центральна влада була слабкою і Римська курія отримала можливість господарювати, як у своїй вотчині, католицька церква з її нескінченними поборами і здирництвом викликала загальну ненависть, сум, лють і таке інше, а непристойна поведінка первосвященників тільки посилювала вище згадані емоції, адже їхні настанови для простих людей про невибагливість й утримання від розкоші йшли в розріз із їхнім власним стилем життя. Не останню роль відіграла також торгівля індульгенціями, безсоромний продаж яких викликав обурення щирих вірян.
Крім економічного і національного гніту передумовою Реформації послужили гуманізм і змінене інтелектуальне середовище Європи. Критичний дух епохи Відродження дозволив по-новому поглянути на всі явища культури, в тому числі й на релігію. Акцент Відродження на індивідуальності й особистій відповідальності допоміг критично переглянути церковну структуру, а мода на давні рукописи та першоджерела звернула увагу людей на суперечності між першохристиянством і сучасною церквою. Люди з пробудженим розумом і мирським світоглядом ставали критично налаштованими до тодішнього релігійного життя в особі католицької церкви.

### Попередники

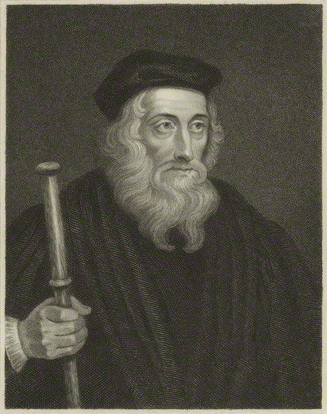
Джон Вікліф

Економічний тиск, помножений на утиски національних інтересів, викликав ще в XIV столітті протест проти авіньйонських пап в Англії. Вісником невдоволення мас тоді став Джон Вікліф, професор Оксфордського університету, який проголосив необхідність знищення всієї папської системи і секуляризації монастирсько-церковної землі. Вікліф з огидою ставився до конфліктів («полону» Вавилонський полон?) та розколу і після 1379 року почав активно виступати проти догматизму римської церкви, викладаючи свої революційні ідеї. 1379 року він зазіхнув на авторитет Папи Римського, висловивши у своїх творах ідею про те, що Христос, а не Папа Римський, є главою церкви. Він стверджував, що Біблія, а не церква, є єдиним авторитетом вірянина і що церкву треба будувати за образом Нового Завіту. Щоб підтвердити свої погляди, Вікліф робить Біблію доступною для людей їхньою рідною мовою. До 1382 року він завершує перший повний переклад Нового Заповіту англійською. Миколай Герфордський завершив переклад більшої частини Старого Заповіту англійською мовою в 1384 році. Таким чином вперше англійці мали повний текст Біблії своєю рідною мовою. Вікліф пішов далі і в 1382 році виступив проти догмату про передіснування, хоча римська церква вважала, що сутність елементів змінюється при незмінній зовнішній формі. Вікліф стверджував, що речовина елементів залишається незмінною, що Христос є духовно присутнім під час цього таїнства і його можна відчути вірою. Прийняти погляд Вікліфа означало визнати, що священник не може впливати на спасіння людини шляхом заборони їй приймати тіло і кров Христа під час євхаристії. Хоча погляди Вікліфа були засуджені в Лондоні й у Римі, його вчення про рівність у церкві застосували до економічного життя селяни, що сприяло селянському повстанню 1381 року. Студенти з Чехії, що навчалися в Англії, перейняли його вчення й привезли до себе на батьківщину, де воно стало підґрунтям для ідей Яна Гуса.
Чехія тоді переживала засилля німецького духовенства, яке прагнуло придбати ділянки на Куттенберзьких копальнях. Ян Гус, пастор Віфлеємської каплиці, що навчався в Празькому університеті і близько 1409 року став його ректором, читав твори Вікліфа і засвоїв його ідеї. Проповіді Гуса припали на час підйому чеської національної свідомості, виступів проти влади Священної Римської імперії в Чехії. Гус пропонував реформу церкви в Чехії, подібну до тієї, яку проголошував Вікліф. Прагнучи спинити народне невдоволення, імператор Сигізмунд I і Папа Римський Мартін V ініціювали церковний собор у Констанці, на якому Ян Гус і його сподвижник Ієронім Празький були проголошені єретиками і спалені у полум'ї. Єретиком проголосили й Джона Вікліфа.

## Лютеранська реформація

### Реформація в Німеччині

#### Початок Реформації в Німеччині

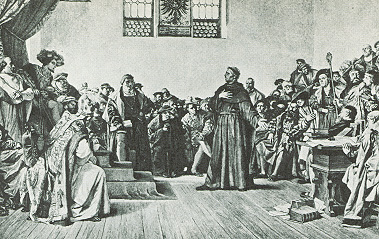
Лютер на Вормському рейхстазі

У Німеччині, яка на початок XVI століття все ще залишалася політично роздробленою, невдоволення церквою поділяли практично всі стани: селян розоряла церковна десятина і посмертні побори, продукція ремісників не могла конкурувати з продукцією монастирів, яку не оподатковували, церква розширювала свої земельні володіння в містах, погрожуючи перетворити містян у довічних боржників. Все це, а також величезні суми грошей, які Ватикан вивозив з Німеччини, і моральний занепад духовенства, послужило приводом до виступу Мартіна Лютера.
У них доктор богослов'я виступав проти продажу індульгенцій і влади Папи над відпущенням гріхів. У своєму вченні він проголошував, що церква і духовенство не є посередником між людиною і Богом. Він оголосив помилковими претензії папської церкви на те, що вона може давати людям за допомогою таїнства «відпущення гріхів» врятування душ шляхом особливих повноважень від Бога, якими вона нібито наділена. Основне положення, яке висунув Лютер, наголошувало, що людина досягає «спасіння душі» (або «виправдання») не через церкву та її обряди, а за допомогою віри, дарованої їй безпосередньо Богом.
Також Лютер спростував авторитет Святого Переказу, тобто постанов церкви і папських декретів, відводячи роль єдиного джерела релігійної істини Святому Письму.
Папство спочатку не виявило особливої занепокоєності його виступом. Сутички між різними чернечими орденами не були рідкісним явищем, отже й цей випадок Папа вважав «чернечою сваркою». Однак Лютер, зумів заручитися підтримкою Фрідріха III, курфюрста Саксонського, не поступався надісланим папським емісарам, у той же час зобов'язуючись не поширювати свої ідеї за умови, що мовчання будуть зберігати і його противники.
Однак події на Лейпцизькому диспуті змусили його перервати мовчання. Висловивши підтримку Яну Гусу і недовіру церковному собору, що засудив його, Лютер прирік себе на прокляття і розрив відносин з церквою. Наступним кроком було те, на що до цього практично ніхто не наважувався: 10 грудня 1520 року на очах великого натовпу громадян Лютер спалив Папську буллу, в якій засуджувалися його погляди. Тут у справу втрутилася світська влада. Новообраний імператор Священної Римської імперії Карл V викликав Лютера на імперський сейм у Вормсі з метою переконати його відмовитися від своїх поглядів. Це нагадувало події сторічної давнини, коли подібну спробу зробив Імператор Сигізмунд відносно Гуса. Лютеру дали два дні, щоб відповісти на питання про те, чи готовий він відмовитися від своїх переконань. Наприкінці другого дня Лютер, стоячи перед імператором, оточеним верховними світськими і духовними правителями Німеччини, відповів: «На тому стою. Не можу інакше. Хай допоможе мені Бог». Шляху назад більше не було. Згідно з Вормським едиктом, Лютер був оголошений поза законом на території Священної Римської імперії.

#### Другий етап Реформації
Після Вормського едикту почалися перші репресії проти прихильників Лютера. Так, папський легат Джіроламо Алеандер, який і сприяв прийняттю імператором цього рішення, після сейму попрямував до Нідерландів, де за його намовою спалили двох ченців, які стали першими мучениками Реформації.
Фрідріх III вирішив не залишати свого професора без захисту. Для цього група людей курфюрста по дорозі з Вормса викрала Лютера, причому сам Фрідріх не знав, де перебуває Лютер, щоб не брехати, якщо імператор Карл V його запитає про це. Лютера помістили у віддалений замок Вартбург, де про його перебування знав тільки секретар курфюрста Георг Спалатін. У Вартбурзі Лютер зайнявся перекладом спершу Нового Завіту, а потім і всієї Біблії німецькою мовою.
Разом з цим у Німеччині виступ Лютера на Вормському рейхстазі сколихнув широкі народні маси, які виходячи зі своїх станових інтересів по-різному трактували вчення Лютера.
За відсутності Мартіна Лютера, в місті Віттенберг розгорнувся бюргерський рух, на чолі якого стали Андреас Карлштадт і Габріель Цвіллінг. Учасники руху вимагали негайних радикальних перетворень, зокрема засуджували католицькі меси, схвалювали ліквідацію чернечих обітниць і вихід ченців з монастирів, нерідко при цьому висловлюючи своє невдоволення у формі погромів католицьких храмів. На противагу «тілесному заколоту» Цвіллінга і Карлштадта, Лютер запропонував ідею «духовного заколоту» (мирного шляху Реформації), яка не отримала широкої підтримки серед населення.
Протягом цього часу у Лютера були вагомі підстави сподіватися на втілення своєї ідеї «духовного заколоту»: імперське правління всупереч папській буллі 1520 року і Вормському едикту 1521 року не забороняло реформаторські «нововведення» остаточно і безповоротно, переносячи остаточне рішення на майбутній рейхстаг чи церковний собор. Рейхстаги відкладали розгляд справи до скликання церковного собору, лише забороняючи Лютеру друкувати нові книги.
Однак слідом за рухом радикального бюргерського угруповання, що супроводжувався стихійними виступами народних мас, у країні відбувся виступ імперського лицарства. 1522 року частина лицарів на чолі з Ульріхом фон Гуттеном і Францом фон Зіккінгеном, незадоволені своїм становищем в імперії, здійняли повстання, проголосивши себе продовжувачами справи Реформації. Завдання піднятому Реформацією руху Гуттен бачив у тому, щоб підготувати весь німецький народ до такої війни, яка приведе до піднесення лицарства і перетворення його в панівну політичну силу у визволеній від римського засилля імперії. Дуже швидко лицарське повстання було придушене, але воно показало, що прагнення Лютера здійснити Реформацію мирним шляхом вже не здійсняться. Доказом цього стала Селянська війна на чолі з Томасом Мюнцером, що розгорілася незабаром.

#### Селянська війна Томаса Мюнцера
Селянська війна стала наслідком тлумачення селянськими масами ідей Реформації як заклику до соціальних перетворень. Багато в чому цим настроям сприяло вчення Томаса Мюнцера, який у своїх проповідях закликав до заколоту, соціально-політичного перевороту. Однак нездатність селянських мас і бюргерства згуртуватися у спільній боротьбі призвела до поразки війни.
Після закінчення Селянської війни на рейхстагу в Шпаєрі 1526 року дію Вормського едикту на вимогу німецьких князів було припинено. Однак через три роки там само Вормський едикт був підтверджений, що викликало протест шести німецьких князів і декількох імперських міст. За назвою цього документа — Шпаєрською протестацією — прихильників Реформації надалі почали іменувати протестантами.
В 1527 році Лютер здійснив візитації в парафії, які тепер вважалися євангелічними. Результат був невтішним: реформатора вразило глибоке невігластво не лише парафіян, а й керівників парафій. У результаті Лютер написав дві книги — Малий катехізис, призначений для мирян, і Великий катехізис, призначений для пасторів. У них Лютер дав своє тлумачення Десяти заповідей, молитви Отче наш, Символу віри, виклав, у чому сенс і як відбуваються таїнства хрещення і причастя.
1529 року Філіпп Гессенський здійснив спробу об'єднати зусилля прихильників Лютера і Цвінглі під час спільного диспуту. Однак у підсумку учасники Марбурзького диспуту не змогли домовитися по одному пункту з шістнадцяти. Цей пункт стосувався реальної присутності Плоті і Крові Христа в євхаристії. В результаті Лютер відмовився визнати в Цвінглі одновірця.

#### Ауґсбурзький райхстаг і продовження Реформації

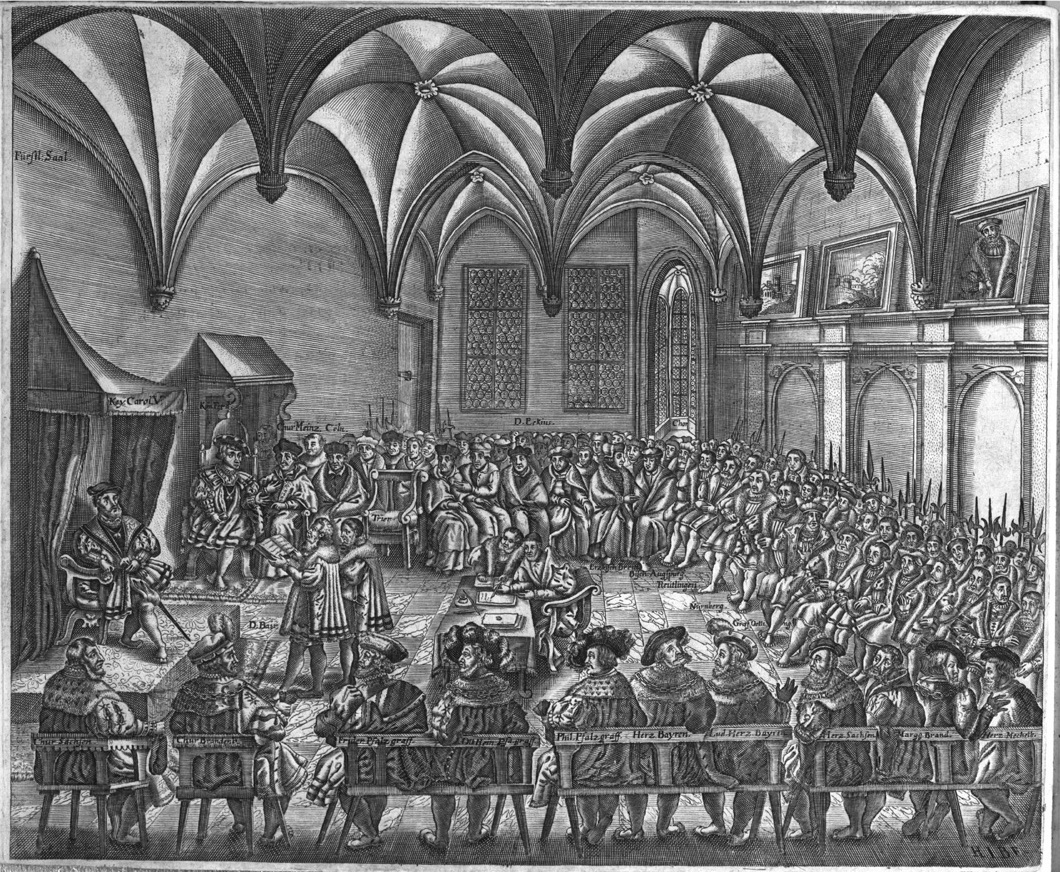
Аугсбурзький рейхстаг

На наступному рейхстазі в Аугсбурзі супротивні сторони зробили спробу домовитися. Лютеру було заборонено брати участь в імперських зборах, в результаті він направив делегатом на сейм свого друга й однодумця Філіппа Меланхтона, який представив там документ, згодом названий Аугсбурзьким сповіданням. Прихильники католицизму висунули свої аргументи проти тексту, які були озвучені, проте письмовий текст прихильники Реформації не отримали. Але останні встигли записати аргументи опонентів зі слів. У відповідь Меланхтон під керівництвом Лютера написав більш об'ємний текст — Апологію аугсбурзького сповідання. Це були перші документи, в яких було більш-менш послідовно викладено догматичне вчення нового релігійного руху.
У ході рейхстагу прихильники Цвінглі також склали віросповідні тексти, що отримали назву Тетраполітанське сповідання.
Після Аугсбурзького рейхстагу протестантські князі почали формувати оборонний Шмалькальденський союз, натхненником створення якого став Філіпп Гессенський.

#### Реформація в Німеччині після смерті Лютера
Відразу ж після смерті Лютера протестантів Німеччини чекало суворе випробування. Здобувши ряд перемог над турками і французами, імператор Карл V вирішив зайнятися внутрішніми справами. Уклавши союз з папою і Вільгельмом Баварським, він направив свої війська на землі князів-учасників Шмалькальденського союзу. В результаті Шмалькальденської війни війська протестантів були розгромлені, в 1547 році військами імператора був захоплений Віттенберг, який уже майже 30 років був неофіційною столицею протестантського світу (могила Лютера за наказом імператора не була розграбована), а курфюрст Саксонський Йоганн-Фрідріх і ландграф Філіпп опинилися у в'язниці. У підсумку, на рейхстазі в Аугсбурзі 15 травня 1548 року був оголошений інтерим — тимчасове призупинення Реформації в Німеччині до рішення Тридентського собору. Однак втілити план Карлу не вдалося: протестантизм встиг пустити на німецькій землі глибоке коріння і давно вже був релігією не тільки князів і купців, а й селян і рудокопів, внаслідок чого проведення інтериму зустрічало запеклий опір.
Тоді з ініціативи Мориця Саксонського групою помірних протестантських теологів на чолі з Меланхтоном був вироблений більш прийнятний для лютеран текст інтериму, однак і він викликав негативну реакцію з боку непримиренних прихильників Реформації, які отримали назву гнесіолютеран. Конфлікт між ними і прихильниками Меланхтона тривав майже 30 років.
1552 року протестантський Шмалькальденсикий союз разом з французьким королем Генріхом II почав проти імператора другу війну, що закінчилася їхньою перемогою. Після другої Шмалькальденської війни протестантські та католицькі князі уклали з імператором Аугсбурзький мир 1555 року, який встановив гарантії свободи віросповідання для імперських класів (курфюрстів, світських і духовних князів, вільних міст і імперських лицарів). Але, попри вимоги лютеран, Аугсбурзький мир не надав права вибору релігії підданим імперських князів і лицарів. Малося на увазі, що кожен правитель сам визначає віросповідання в своїх володіннях. Пізніше це положення трансформувалося в принцип «чия влада, того й віра» (лат. cujus regio, ejus religio). Поступкою католиків щодо конфесії підданих стала фіксація в тексті угоди права на еміграцію для жителів князівств, які не бажали прийняти релігію свого правителя, причому їм гарантувалася недоторканність особи і майна.

Німецькі богослови — автори «Формули Злагоди»

Однак, вирішення політичних суперечок не поклало край суперечкам догматичним. Після смерті Лютера його найближчий помічник Меланхтон не зміг зберегти єдність лютеран. Він постійно намагався знайти компроміс — то з католиками, то з реформатами, що викликало незадоволення гнесіолютеран. У результаті, лютеранські богослови майже на 30 років виявилися втягнутими в запеклі теологічні суперечки. Не обійшлося навіть без страт незгодних, що, однак, викликало загальне обурення. Крім іншого, подібні суперечки не сприяли згуртованості лютеран перед особою зовнішнього противника, тому в справу втрутилися правителі німецьких земель. 1576 року за ініціативою курфюрста Августа Саксонського в Торгау відбулося обговорення попередніх матеріалів, складених Якобом Андре і Мартіном Хемніцом, був складений документ «Torgisches Buch», розісланий різним церквам для ознайомлення з їх думкою. До 1580 року робота була практично закінчена, підсумковий документ отримав назву Формули Злагоди. З виробленням Формули Злагоди і створенням корпусу Книги Злагоди основні теологічні суперечки всередині Євангелічної церкви були завершені.

### Реформація в Данії і Норвегії
Реформація в Данії пов'язана з ім'ям Ганса Таусена, який після навчання у Віттенберзі почав проповідувати лютеранські ідеї на батьківщині. Спроба церковних ієрархів влаштувати суд над «данським Лютером» не увінчалася успіхом, оскільки йому протегував король Фредерік I. 1530 року на церковному синоді в Копенгагені Таусен захистив «символ віри» данських протестантів — «43 копенгагенські статті».
Офіційно ж євангелічно-лютеранська Церква була визнана державною при сині Фредеріка I — Крістіані III, який використовував проведення Реформації в політичних цілях. Однак Крістіан III і до вступу на престол був вірним прибічником лютеранства і з 1528 року ввів лютеранські богослужіння на своїх землях в Шлезвігу. Зробивши Реформацію законом, Крістіан III змістив католицьких єпископів і провів секуляризацію всієї церковної власності, внаслідок чого королівська земельна власність зросла втричі: королю належало більше половини земель в країні.
На прохання короля Крістіана Меланхтон надіслав до Данії досвідченого священника-реформатора Йоганнеса Бугенхагена, який очолив проведення Реформації в країні. У результаті, Реформація в Данії орієнтувалася на німецькі зразки. За оцінкою данських істориків, «Данія з введенням Лютеранської Церкви стала в церковному відношенні на тривалий час німецької провінцією». У 1537 році за наказом короля була створена комісія з «учених людей» для розробки положення нової церкви, куди увійшов і Ганс Таусен. З складеним укладенням був ознайомлений Лютер, і з його схвалення у вересні того ж року новий церковний закон було затверджено.
У 1550 році данською мовою була видана Біблія. Особливістю Реформації в Данії було ставлення до монастирів, які не були закриті, хоча й обкладені податками. Нових послушників приймати не дозволялося. У результаті монастирі існували ще 30 років після початку церковних реформ. Більшість парафіяльних священників не стали жертвувати своїми місцями і влилися в нову церковну структуру.
Церковна реформація в Норвегії була також проведена данським королем Крістіаном III, який поширив на країну дію данської церковної ординації 1537 року, що визначала становище нової релігії у церкві. Спроба норвезького архієпископа Олава Енгельбректссона перешкодити введенню нової релігії виявилася безуспішною. Більше того, боротьба за збереження старої церкви привела до остаточної втрати Норвегією самостійності й перетворення її в «данську провінцію», про що було офіційно оголошено в Копенгагені.

### Реформація у Швеції та Фінляндії

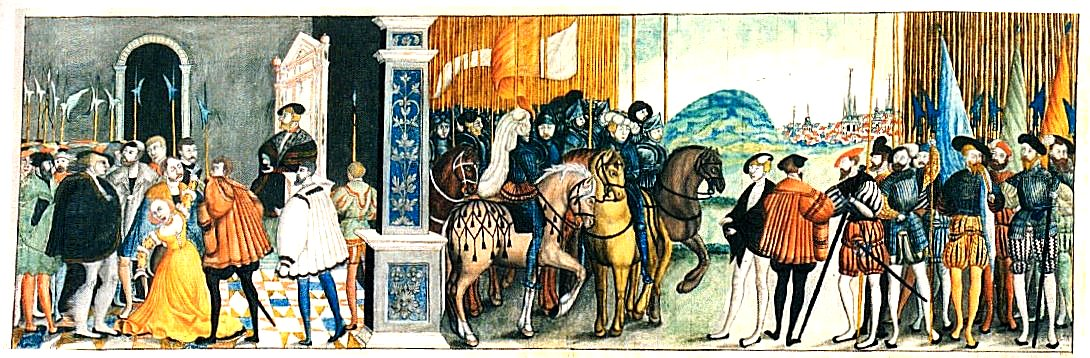
Тріумф Густава Васа. Жінка в жовтій сукні — Католицька Церква

У 1517 році брати Олаус (Олаф) і Лаврентій (Ларс) Петрі, сини коваля з Еребру, які приїхали до Німеччини для здобуття освіти, стали свідками виступів Мартіна Лютера проти зловживань у Римо-католицькій Церкві. 1518 року Олаус повернувся до Швеції і став дияконом і вчителем Стренгнеської церковної школи. Спочатку до виступів Петрі негативно поставилися не тільки церковні ієрархи, а й звичайні парафіяни, які кидали у проповідника камінням і палицями. Негативно поставився до проповіді нового вчення, і новий король Густав Васа, яким в 1523 році був виданий указ, який забороняв під загрозою позбавлення майна і смертної кари вивчати твори Лютера. Однак складна внутрішньополітична ситуація змусила короля шукати як нових союзників усередині країни, так і додаткові джерела фінансування свого правління. До того ж в 1524 році виник конфлікт між королем і папою Клементом VII з приводу обрання нового архієпископа. У результаті відносини з папством були перервані і більше не поновлювалися.
Реформа Церкви в Швеції здійснювалася поступово. З 1525 року почалося проведення богослужінь шведською мовою, в 1526 році був виданий Новий Заповіт, а в 1541 році — вся Біблія, і король зобов'язав всі церкви купити нові книги.
У 1527 році на Вестеросському риксдазі главою Церкви було проголошено короля, а майно монастирів було конфісковано на користь корони. Справами Церкви стали керувати світські особи, призначені королем.
У 1531 році архієпископом Швеції став брат Олауса Лаврентій. Під його керівництвом в 1536 році в Уппсалі відбувся Церковний собор, на якому лютеранські церковні книги були визнані обов'язковими для всієї Швеції. Целібат було скасовано. 1571 року Лаврентій Петрі розробив «Шведський церковний статут», в якому визначалося організаційна структура та характер самоврядної Шведської церкви. Пастори і миряни отримували можливість вибирати єпископів, однак остаточне затвердження кандидатів стало прерогативою короля.
Разом з тим через відсутність запеклого протистояння між римськими католиками і прихильниками Реформації, що мало місце в країнах Центральної Європи, відмінності в зовнішньому характері богослужінь реформованої і римо-католицької церкви були мінімальні. Тому шведський обряд заведено вважати зразком високоцерковної традиції в лютеранстві. Також формально вважається, що Церква Швеції має Апостольську Наступність, так Лаврентій Петрі був ординований в єпископи Петром Магнуссоном, єпископом Вестероським, посвяченим у свій сан в Римі.
Реформація була проведена і в Фінляндії, яка була тоді частиною королівства Швеції. Першим лютеранським єпископом у Фінляндії (в Або) став Мікаель Агрікола. Він склав перший буквар фінської мови і перевів на фінську Новий Заповіт і частини Старого Заповіту.

### Пруссія
Докладніше: Реформація у Великому князівстві Литовському
Реформація в Пруссії почалася з земель Тевтонського ордену. 1511 року його великим магістром став Альбрехт Гогенцоллерн. Він намагався проводити незалежну від Польщі політику, внаслідок чого в 1519 році поляки спустошили всю Пруссію. Тоді Альбрехт вирішив скористатися розповсюдженням в Пруссії Реформації, в 1525 році секуляризував орден і отримав його від польського короля в лен як герцогство. Папа відлучив Альбрехта від церкви, але той не відмовився від своєї справи.

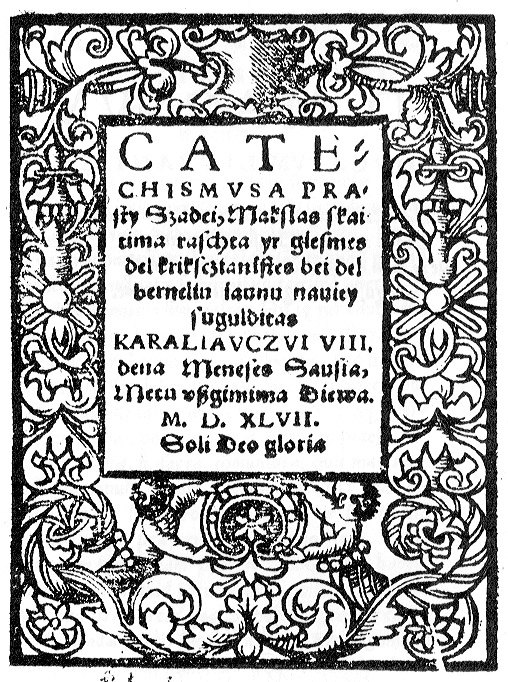
Катехізис Мажвідаса — перша книга литовською мовою

Реформаційні процеси досить рано торкнулися землі Лівонської конфедерації. Вже в 1520-ті роки тут виступали учні Лютера Йоганн Бугенхаген, Андреас Кнопкен і Сільвестр Тегетмеєр. Реформатором Дерпта був Мельхіор Хоффман. Їхні проповіді знайшли живий відгук як серед дворян, так і серед бюргерів і міської бідноти. У результаті в 1523—1524 рр.. основні католицькі церкви в Таллінні і Ризі були розгромлені, а католицьке духовенство вигнано. Ніколаусом Раммом частини Біблії були перекладені на латиську мову. 1539 року Рига увійшла до складу протестантських міст. Ландтаг в Валміері в 1554 році проголосив свободу віри, що фактично означало перемогу лютеранства. Але торжество того чи іншого віровчення в різних частинах колишньої Лівонської конфедерації багато в чому було зумовлено тим, кому вони стали належати після Лівонської війни.
Активно поширювалося нове вчення і у Великому князівстві Литовському. 1547 року литовською мовою Мартінасом Мажвідасом було перекладено євангелічний катехізис. Як це часто бувало, він став взагалі першою книгою литовською мовою, так що автору крім власне перекладу довелося створювати литовський алфавіт і основні правила читання. 1550 року Аугсбурзьке сповідання прийняв Каунас. На якийсь час вся Литва стала протестантською (переважаючими конфесіями стали лютерани і реформати), проте крім цього тут почалася активна проповідь соцініанства, що, багато в чому полегшило завдання Контрреформації.

## Анабаптизм
Після поразки у Селянській війні анабаптисти довго не виявляли себе відкрито. Однак, їх вчення досить успішно поширювалося, причому не тільки серед селян і ремісників. На початку 30-х років велика їх кількість знаходилося в Західній Німеччині.

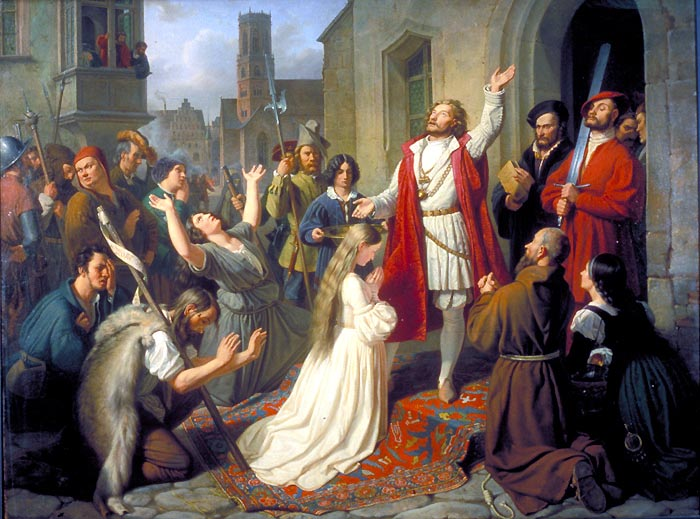
Іоанн Лейденський на хрещенні дівчат

У результаті в 1533 році влада в Мюнстері була захоплена анабаптистами на чолі з Іоанном Лейденським. У місті була встановлена теократична диктатура, а Іоанн Лейденський оголошений царем. Майно містян було усуспільнено, а фактично його господарем став цар, що купався у своєму палаці в немислимій розкоші. Так само було оголошено багатоженство, так що лише царських дружин було 18. Положення ж жителів Мюнстера, що не складали оточення Іоанна стало катастрофічним, внаслідок чого вони вважають для себе благом повернути владу колишнього сюзерена міста — католицького архієпископа, війська якого увірвалися в місто в липні 1535. На цьому кривава історія Мюнстерської комуни була завершена. Відтоді й дотепер Мюнстер є одним із оплотів католицизму в Німеччині.
Після розгрому Мюнстерської комуни решта анабаптистських громад зазнала жорстоких переслідувань як з боку католицької, так і протестантської влади. Велика частина їх була розгромлена. Решта анабаптистів: меноніти на заході Європи, переважно в Нідерландах, і хатерити — на сході (Моравія) стали проповідувати крайню форму пацифізму, що включає відмову від служби в армії, володіння зброєю, неприйняття присяги і т. д., що знову викликало у влади невдоволення проти їхнього способу життя. У результаті протягом наступних декількох сотень років вони емігрували в Америку або до Росії.
Непрямими спадкоємцями анабаптистів є баптисти, що з'явилися в XVI столітті в Англії. В наш час[коли?] це одна з найчисленніших християнських конфесій.

## Кальвіністська Реформація

### Реформація в Швейцарії
Ситуація, аналогічна німецькій, склалася і в Швейцарії, де авторитет католицької церкви впав через зловживання, розпусту і невігластво кліриків. Монопольне становище церкви в області ідеології тут також було підірване успіхами світської освіти і гуманізму. Однак тут, у Швейцарії, до ідеологічних передумов додалися суто політичні: місцеве бюргерство прагнуло перетворити конфедерацію незалежних один від одного кантонів у федерацію, секуляризувати церковні землі, заборонити військове найманство, яке відволікало робочі руки від виробництва.
Однак подібні настрої переважали лише в так званих міських кантонах країни, де вже зародилися капіталістичні відносини. У консервативніших лісових кантонах зберігалися дружні відносини з католицькими монархіями Європи, армії яких вони і постачали найманцями.
Тісний зв'язок політичного та ідеологічного протесту і породив рух Реформації у Швейцарії, найяскравішими представниками якого виступили Ульріх Цвінглі і Жан Кальвін.
Доктрина Цвінглі мала риси схожості з лютеранством, але й чимало відрізнялася від нього. Як і Лютер, Цвінглі спирався на Біблію і відкидав «Святий Переказ», різко критикував схоластичне богослов'я, відстоював принципи «виправдання вірою» і «загального священства». Ідеалом для нього була ранньохристиянська церква. Він не визнавав того, що не можна було, на його погляд, обґрунтувати свідченням Священного Писання, і тому відкидав церковну ієрархію, чернецтво, поклоніння святим, безшлюбність духовенства. У критиці обрядів католицької церкви він йшов далі Лютера. Головна богословська відмінність між ними полягала у різному трактуванні причастя, що носила у Цвінглі більш раціоналістичний характер. Він бачив у євхаристії не таїнство, а символ, обряд, що відбувається на спогад про спокутну жертву Христа. У той час, як Лютер йшов на союз з князями, Цвінглі був прихильником республіки, докоряв тиранії монархів і князів.
Ідеї Цвінглі отримали широке поширення у Швейцарії за його життя, але після загибелі реформатора поступово були витіснені кальвінізмом та іншими течіями протестантизму.
Стрижневим положенням вчення Жана Кальвіна було вчення про «загальне приречення», згідно з яким Бог наперед визначив кожній людині її долю: одним — вічне прокляття і скорботу, іншим, обраним, — вічне спасіння і блаженство. Людині не дано змінити свою долю, вона може лише вірити в свою обраність, прикладаючи свою працьовитість і енергію, щоб досягти успіху у мирському житті. Кальвін стверджував духовний характер причастя, вважав, що Божу благодать при його здійсненні отримують лише обрані.
Ідеї Кальвіна отримали поширення як у Швейцарії, так за її межами, послуживши основою для Реформації в Англії і Нідерландської революції.

### Реформація в Шотландії
У Шотландії початково прояв ідей Лютера жорстоко придушувався: парламент спробував заборонити поширення його книг. Однак ця спроба була великою мірою невдала. Лише вирішальний вплив політичного фактора (шотландські лорди шляхом підтримки англійського протестантизму сподівалися позбутися французького впливу) узаконив Реформацію.

### Реформація в Нідерландах
Основні передумови Реформації в Нідерландах визначалися, як і в інших європейських країнах, поєднанням соціально-економічних, політичних, культурних змін зі зростанням у різних верствах суспільства невдоволенням католицькою церквою — її привілеями, багатствами, поборами, невіглаством і аморальністю духовенства. Важливу роль у поширенні реформаційних ідей зіграла також опозиція політиці, що проводилася урядом, який жорстоко переслідував інакодумців, аж до прирівнювання єретичних поглядів до злочину проти держави.
Поява перших протестантів в Нідерландах за часом практично збігається з проповіддю Лютера, проте ні лютеранство, що проповідувало вірність сюзерену (яким для Нідерландів був іспанський король), ні анабаптизм не отримали в країні значної кількості прихильників. З 1540 року тут почав поширюватися кальвінізм, так що до 1560 року в більшість населення були реформатами. Саме кальвінізм став ідеологічною основою Нідерландської революції, яку крім релігійного невдоволення викликала економічна і національна політика короля Філіппа II.

### Реформація у Франції
Як і в багатьох інших країнах Реформація у Франції виникла на ґрунті, підготовленому гуманістичними ідеями, проповідували тут Ж. Лефевр д'Етаплем і Г. Брісон (єпископом у Мо). У 20–30-х роках XVI ст. серед багатих містян і плебейських мас поширення набули лютеранство і анабаптизм. Новий підйом реформаційного руху, але вже у формі кальвінізму, припадає на 40–50-ті роки. «Кальвінізм зробився у Франції ідеологічним прапором як соціального протесту плебейства і новонародженої буржуазії проти феодальної експлуатації, так і опозиції реакційно-сепаратистської феодальної аристократії королівському абсолютизму, який утверджувався тоді; останній же для зміцнення своєї влади використовував у Франції не реформацію, а католицизм, стверджуючи водночас незалежність французької католицької церкви від папського престолу (королівське галліканство). Опозиція різних верств абсолютизму вилилася в так звані Релігійні війни, що закінчилися перемогою королівського абсолютизму і католицизму». Реформаційний рух було неоднорідним у соціальному плані. В ньому можна виділити два основних напрямки — буржуазний і дворянський. У порівнянні з дворянським буржуазний напрям в Реформації мав старіші і міцніші корені. Вже в перші десятиліття XVI ст. реформаційні ідеї, близькі до лютеранства, стали формою вираження соціального протесту для частини міського населення, що страждало від експлуатації та непосильних податків. Реформаційні ідеї засвоювалися головним чином підмайстрами і найманими робітниками. Цехові майстри відокремилися в замкнуту привілейовану групу й здебільшого трималися королівської віри — католицизму.
У 1540-ві роки у торгово-промислових шарах міст знайшов живильне середовище кальвінізм. Кальвіністські ідеї використовувалися успішними представниками торгово-промислової частини населення міст. При цьому слід підкреслити політичну сторону використання кальвінізму. Підприємці обтяжувалися абсолютною владою монарха: цеховою політикою, оподаткуванням, підпорядкуванням державній системі управління замість міської. У XVI ст. вона ще захищала свої локальні інтереси. У прагненні усунути перешкоди для своєї діяльності буржуазія під прапором кальвінізму виступала проти абсолютизму за збереження муніципальних привілеїв. Подібна позиція штовхала буржуазію на об'єднання з сепаратистські налаштованою частиною феодальної аристократії та дворянства. В більшості випадків цей союз був не дуже міцним, ініціатива в ньому перебувала в руках дворянства, що значною мірою вплинуло на результат Реформації. Особливості соціально-політичного розвитку Франції зумовили поширення кальвінізму переважно у південних і південно-західних містах країни, хоча прихильники нового реформаційного вчення були і в містах інших областей Франції. У південно-західних містах провінціях Вони, Перигор, Керсі і в Лангедоку зосереджувалось близько 2/3 всіх протестантів Франції. До того ж міста Ла-Рошель, Бордо, Монтобан, Тулуза, Монпельє та Нім були великими торгівельно-промисловими центрами, соціально-економічний розвиток яких сприяв загостренню боротьби між міською верхівкою і торгово-підприємницькою частиною міст. Внутрішньоміська боротьба виправдовувала втручання королівської влади і ліквідацію режиму комунального управління. Так, у Ла-Рошелі правління торгово-промислової олігархії (купців, арматорів, домовласників, землевласників), що викликало внутрішньоміську боротьбу вже в 1535 році, призвело до втручання Франциска I і до скасування комунального управління, місце якого зайняла постійна мерія.
У північних, західних і центральних провінціях Франції однією з причин поширення кальвінізму була податкова політика абсолютної монархії. Особливе місце в міському реформаційному русі займав плебс. Активність міських низів найбільш виразно проявилася у іконоборському русі, в розгром і пограбування церков, монастирів у районах Ларошели, в Пуату, Бретані та Західної Нормандії. Міські низи були неодмінними, іноді головними учасниками заворушень у містах Південно-Західної Франції. Їх виступи ускладнювали боротьбу, оголюючи соціально-економічне підґрунтя Реформації. Але цей найбільш руйнівний рух не висунув ні власних керівників, ні програм. Воно не було самостійним. Що стосується селянства, то воно переважно залишалося вірним католицизму. У французькому селі реформаційні ідеї мали незначне поширення, головним чином у Південно-Західній Франції. Дворянське спрямування. Ядром антиабсолютистської опозиції в цілому стала частина феодальної аристократії при дворі і в провінції. Опору її складали представники рядового дворянства, що ще зберегли залежність від аристократії. Нова централізована система васальних зв'язків, яку затверджував абсолютизм, порушувала колишній характер васалітету, послаблюючи влада знаті у відносинах між королем і провінційним дворянством, налаштовуючи аристократію на пошуки засобів зміцнення свого зміненого положення. Засіб для зміцнення своїх зв'язків з провінційним дворянством титулована знати побачила у кальвінізмі. У 1560 р. на асамблеї Генеральних штатів частина дворянства висловилася за право сеньйора на вибір релігії для себе і своїх підданих.
Особливістю цієї антиабсолютистської опозиції були розрізнені виступи дворянства, розділеного на два суперничали в боротьбі за владу табору. Кальвіністський табір локалізувався переважно в південно-західних і південних областях Франції. Аристократія і дворянство півдня бачили в кальвіністської Реформації засіб до поліпшення свого економічного становища за рахунок секуляризації церковних володінь. Прихильники цього феодально-аристократичного табору називали гугенотами. Їх вождями були представники бічної лінії царюючої династії — король Наварри Антуан Бурбон (після 1562 р. — його син Генріх Наваррський, майбутній король Генріх IV) і принц Конде. Гугенотське дворянство протистояло дворянству католицького табору, який базувався в старовинному домені короля — північно-східних і центральних провінціях. Входячи в Королівську рада і користуючись перевагою при призначення на церковні посади і тому не будучи зацікавленим в секуляризації церковних земель, це дворянство вважало себе захисником престолу і католицької віри. Але він був обтяжений опікою монарха, ревниво ставиться до успіхів нового дворянства при дворі і прагнув перешкодити централізаторській політиці корони. Вождями цього табору були герцог Франсуа Гіз, головнокомандувач королівської армією, і його брат кардинал Карл Лотаринзький Гич. Однак непереборної грані між цими двома таборами не існувало. В ході руху багато дворян не раз змінювали своє віросповідання, що свідчило про те, що конфесійна приналежність була у них не переконанням, а питанням тактики ведення політичної боротьби. Інтереси дворян-гугенотів знайшли освітлення у памфлетах так званих монархомахів (тираноборців), в яких прокламувалось право підданих на повалення і навіть вбивство монархів, які забули свій борг і перетворилися в тиранів. З кальвіністського віровчення було взято визначення тирановладдя, яке дозволило монархомахам обґрунтувати право на скинення тирана, що відкинув волю бога і порушив давні привілеї і вільності народу. При цьому під «народом» монархомахи розуміли феодальну аристократію. Політичним ідеалом монархомахів була обмежена монархія. Автор відомого трактату «Франко-Галлія», представник «дворянства мантії» Франсуа Отман (1524—1590), намагався історично обґрунтувати претензії гугенотської феодальної аристократії на політичну владу, апелюючи до далекого минулого, коли знать брала участь у виборах монарха. Разом з тим як представники привілейованого стану монархомахи захищали свої класові інтереси перед обличчям народних повстань, солідаризуючись у цьому з дворянами-католиками. «Стережіться панування черні або крайнощів демократії, яка прагне до знищення дворян», — підкреслювалося в одному з памфлетів. Однак у дворянському напрямку Реформації простежувалась і інша лінія, представлена, зокрема, переконаними кальвіністами — адміралом Гаспаром де Коліньї і знаним воєначальником, найближчим сподвижником Коліньї Франсуа де Лану. Турбуючись про долю країни, Коліньї і де Лану пов'язували майбутнє Франції не тільки з активністю зовнішньої політики: з війною проти Іспанії, з підтримкою визвольного руху у Нідерландах, з колонізацією Америки, а й із творчою діяльністю дворянства на державній службі та на господарському терені.
Особливе місце в дворянському напрямку займало духовенство, яке проявило себе досить активно вже у другий період реформаційного руху. Судові протоколи «Вогненної палати» Генріха II свідчили про поширення протестантських ідей головним чином серед нижчого, різночинного за походженням духовенства. Своєрідне положення галліканської церкви під патронатом монархії, послабити вплив папства, аж ніяк не усунув суперечності в середовищі французького духовенства. Навпаки, втручання монархії у справи галліканської церкви і підпорядкування останньої державі вносили чимало ускладнень в положення кліру, поглиблюючи суперечності між князями церкви — найбільшими феодальними володарями — і дрібними сільськими і міськими священниками, близькими до народних мас. Церковна політика монархії розділила духовенство на прихильників і противників королівської політики. Церковна опозиція монархії зблизилася з папством. Серед тих, хто підтримував монарха, не було єдності в оцінці ступеня залежності галліканської церкви від держави. Внаслідок цього станова програма духовенства в Реформації не могла бути єдиною, і тому духовенство не мало самостійного напряму в реформаційному русі. Папська орієнтація частини єпископату була близька сепаратистської опозиції феодальної аристократії, тоді як реформаційні ідеї частини нижчого духовенства поєднували її з антифеодальними рухами міських низів, а також з частиною кальвіністськи налаштованої буржуазії.

## Реформація в Англії
Реформація в Англії проводилася на відміну від інших країн «зверху», з волі монарха Генріха VIII, який таким чином намагався порвати з папою і Ватиканом, а також зміцнити свою абсолютну владу. При Єлизаветі I була складена остаточна редакція англіканського Символу віри (так звані «39 статей»). У «39 статтях» визнавалися і протестантські догмати про виправдання вірою, про Святе Письмо як єдине джерело віри і католицький догмат про єдинорятівну силу церкви (з деякими застереженнями). Церква стала національною і перетворилася на важливу опору абсолютизму, її очолював король, а духовенство підпорядковувалося йому як частина державного апарату абсолютистської монархії. Богослужіння відбувалося англійською мовою. Відкидалося вчення католицької церкви про індульгенції, про шанування ікон і мощей, було зменшено число свят. Разом з цим визнавалися таїнства хрещення і причастя, була збережена церковна ієрархія, а також літургія і пишний культ, характерні для католицької церкви. Як і раніше стягувалася десятина, яка стала надходити на користь короля і нових власників монастирських земель.

### Реформація в Англії за Генріха VIII

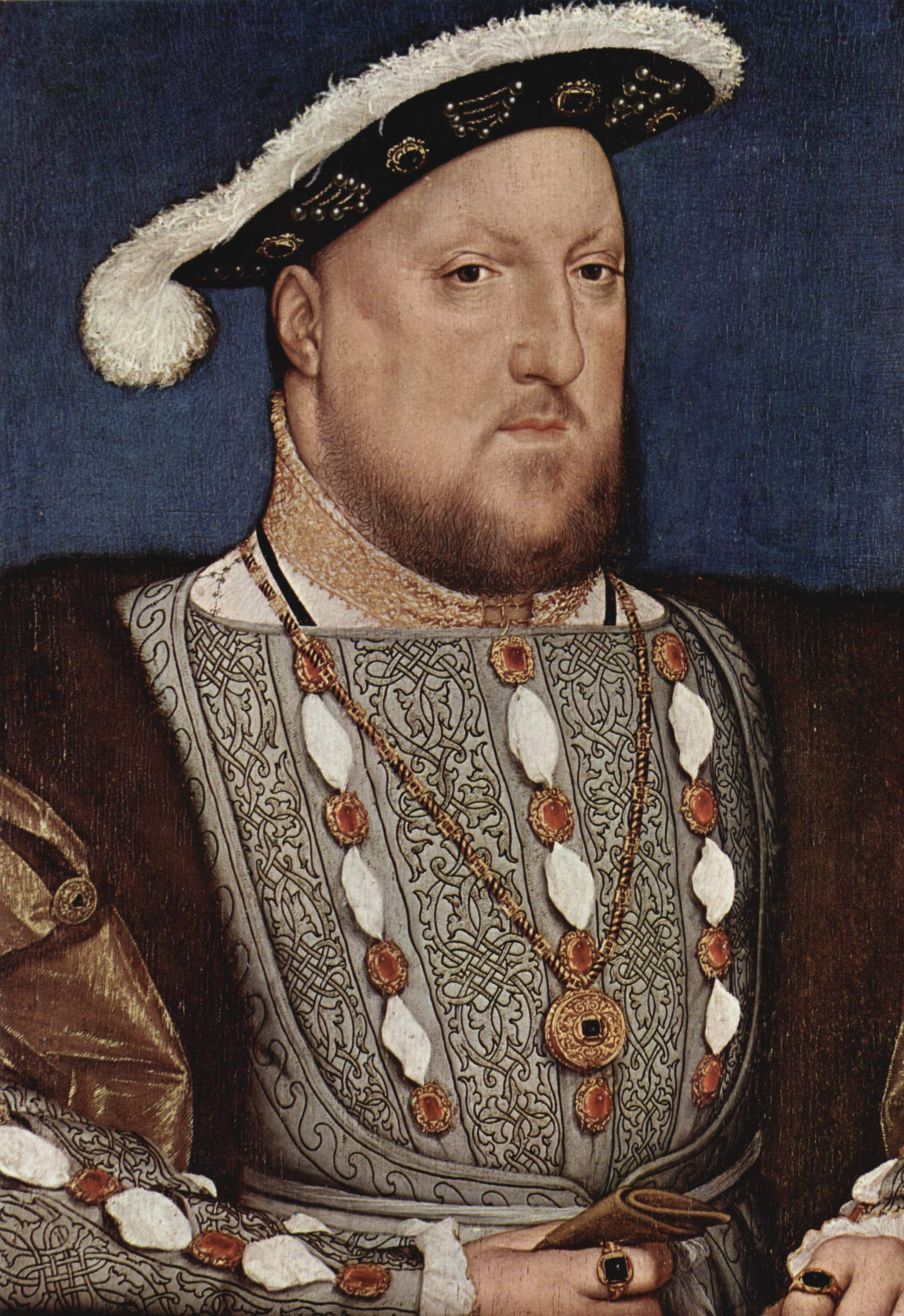
Генріх VIII

Король Генріх VIII народився в 1491 році й був призначений до духовного стану та й у зв'язку з цим студіював богослов'я в Оксфордському університеті. Коли в 1502 році помер його старший брат Артур, то тоді він став престолонаслідником, а в 1509 році (по смерті батька Генріха VII) став королем Англії. Був добрим адміністратором, скріпив свою королівську владу і втримував рівновагу з Німеччиною, Іспанією й Францією. Знав добре католицьку віровчення і був йому відданим, чого доказом є його праця проти Лютера п. н. «Наука про сім Тайн» (1521 р.) і в другім розділі цієї праці твердив, що хто не слухає Папи, той грішить. За це папа Лев X надав йому титул «оборонця віри» («Дефенсор фідеї»). 1524 року написав ще одну працю проти лютеран.
Став королем у 18-річному віці, й згідно з бажанням батька одружився з Катериною Араґонською. У подружжя було 5 дітей, але при житті залишилась тільки дочка Марія, а Генріх VIII хотів мати спадкоємця сина, і тому задумав розвестися з Катериною в 1526 році (після 18 років подружжя) і одружитися заново з двірською дамою Анною Болейн, під претекстом, що подружжя з Катериною було неважне. Власне ідея розлучитись з Катериною Арагонською виникла у Генріха VIII давно. За декілька років до укладення шлюбу в документі датованому 27 червня 1505 роком, Генріх тоді ще принц Уельський, зробив секретний протест проти законності можливого шлюбу з Катериною на тій підставі, що він ще не досяг необхідного віку. Папа Климент VIII поручав кардиналу Кампеджджо протягати справу, надіючись, що король навернеться. Одначе, король був рішений на розвід. На процесі в присутності короля Катерина боронила свою справу, запротестувала проти пізнаної зневаги і відкликалась до Папи та залишила процесійний зал. Одинокий, що боронив на процесі нерозривність подружжя Генриха з Катериною, був єпископ Іван Фішер. Тому що Катерина відкликалась до Папи, то ще в 1529 р. Климент VII цілу справу перебрав у свої руки, і це стало причиною великого гніву Генриха VIII, який хотів, щоб справу було розв'язано в Лондоні при прихильній помочі кардинала Волсея й університетів в Оксфорді та Кентенбурі. Ведений пристрастю, король рішився встановити свою найвищу владу в Англійській церкві, усунув кард. Волсея з уряду канцлера, за те, що допустив перенесення його подружньої справи до Риму.
В жовтні 1529 року новим канцлером став Тома Морус — гуманіст, автор багатьох творів, у тому числі богословських, спрямованих проти Лютера і англійських реформаторів. Схильності до державних справ він не виявляв, оскільки вони відволікали його від вчених занять. Возмоясно, Генріх VIII сподівався, що далекий від справ державного управління Мор буде його слухняним знаряддям і не стане проводити самостійної політики. Хоча Мор дійсно не чинив великого впливу на державні справи, але і слухняним знаряддям короля не став, особливо там, де це зачіпало його переконання гуманіста і віруючого католика, що, в кінцевому рахунку, варто було йому не тільки посади лорда — канцлера (в 1532 р. він пішов у відставку), але і голови. Мор, відмовилися принести присягу королю як главі Англіканської церкві, був звинувачений у державній зраді і в червні 1535 р. страчений. Генріх VIII був нещадний, коли справа стосувалася непокори, навіть з боку людей, яких він називав своїми друзями. Генрих VIII взяв на службу ще дві особи, амбітні й нечесні, що допомогли йому опанувати Англійську Церкву і вдоволити його пристрасть, це були Тома Кранмер і Тома Кронвель. Тома Кранмер, невірний священник, порадив королеві запитати про думку в справі його подружжя найважніші університети в Англії і Європі. І Кембрідж, Оксфорд, Париж, Орлеан, Анжер, Тулюза, Феррара й Павія заявили, що Генрих VIII не мав права створити подружжя зі своєю братовою. Згадані університети були попереджені амбасадорами з повними руками. Тим часом папа Климент VII зволікав маючи підтримку імператора Карла V. Тоді на сцену вийшов Тома Кронвель, колишній секретар кардинала Волсея, дуже практичний але без скрупулів. Для нього брехня, обман, підкуп, злочин це були законні середники, щоб збільшити владу короля. Щоб підчинити духовенство королеві, він пропонував оскаржувати духовенство, що воно переступає закони, зокрема закон 1353 року, який забороняв звертатися до чужих трибуналів. В тім обвинуваченні була включена і погроза конфіскувати дібр.
В 1531 році духовенство, хоч нерадо, визнало, що король є «особливий опікун і одинокий найвищий пан Англійської церкви та духівництва, і наскільки це дозволяють закони Христа, також найвищий голова». Духовні думали, що приймаючи згадану формулу зі словами «наскільки це дозволяють закони Христа» (доданими єпископом Фішером), відтягнуть своє сумління, надіючись, що буря минеться. Натомість канцлер Тома Морус не визнав Генриха VIII головою Церкви в Англії, не апробував його розводу і тому залишив уряд канцлера. Тоді король іменував Кронвеля новим канцлером. 1531 року англійський парламент зніс щорічні приходи, які належались Римській Курії за кожне бенефіціюм одержане від Папи. В січні 1533 р. Генрих VIII потайки створив подружжя з Анною Болейн, не чекаючи на рішення Папи. Три місяці опісля Тома Кранмер став архієпископом Кентербурі. Папа згодився на його особу, бо сподівався, що зарадить лихові, одначе він проголосив важність подружжя Генриха VIII з Анною Болейн. Відповідь Риму була рішуча. В липні 1533 р. Генрих VIII був виключений з Церкви, а в березні 1534 року папа Климент VII проголосив важність подружжя Генриха VIII з Катериною Арагонською.
Король почав організувати незалежну англійську національну церкву, підчинену тільки йому, а не Папі. В листопаді 1534 року парламент, під натиском короля видав «Акт супремації», яким проголосив Генріха VIII головою Англіканської церкви, що має звичайну владу також і в справа доктринальних. Тобто він мав владу іменувати єпископів: контролювати, карати, поправляти, реформувати надужиття, єресі, незаконности; а приходи, що йшли перед тим до Риму, мали тепер йти до королівського скарбу. 1535 року Кронвель став «генеральним вікарієм для релігійних справ». В той спосіб Генрих VIII перекрив будь-який шлях до замирення з Апостольським Престолом. Цей розкол був першим періодом відділення Англії від Риму. Опісля спадкоємці Генриха VIII додали до розколу вчення лютеранства й кальвінізму, і тоді настав остаточний перехід з розколу до реформації..
Виникнення англіканства зумовлене особливостями формування капіталізму в Англії. Реформація в Англії мала інший характер у порівнянні з Німеччиною або Швейцарією та розпочалася з ініціативи правлячої верхівки. Це знайшло своє відображення у збереженні ієрархічного устрою церкви та певному консерватизмі релігійного життя.

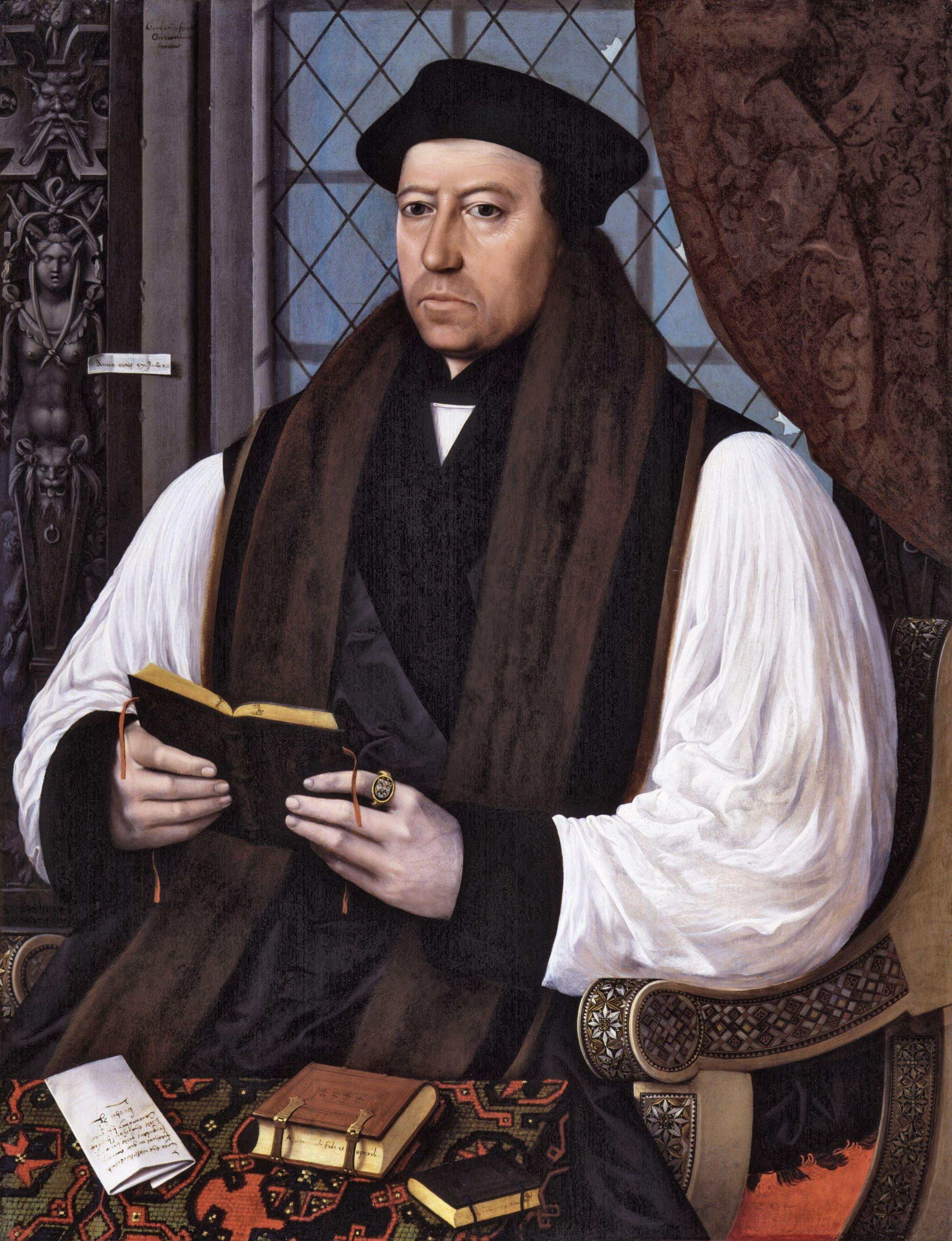
Томас Кранмер

Англійська Реформація являла собою якийсь середній шлях між Римом і Віттенберзі. Від католицизму вона відійшла, а до послідовного протестантизму вона не прийшла. В Англії існувала сильна королівська централізована влада, починала формуватися національна держава. Підпорядкування Англіканської церкви папській курії було не настільки значним. Однак важливішою була та обставина, що церква володіла великою частиною земель в Англії приблизно однією третиною. Природно, що нове дворянство, підприємці, велика феодальна знать і королівський двір бачили в ліквідації церковного і монастирського землеволодіння спосіб поліпшення своїх майнових справ.
Поступове поширення світських релігійних рухів, містицизму і сектантства відбивало деяке невдоволення традиційною духовною владою і прагнення видозмінити релігійні звичаї римсько-католицької церкви. Цей настрій спонукав деяких порвати з Церквою чи, принаймні, спробувати реформувати її. Зерна Реформації були закладені в XIV—XV ст. Хоча здавалося, що загальна віра як і раніше залишається надійною основою для розвитку схоластичної теології, з'явилися радикальні лідери, що зважилися кинути виклик загальноприйнятим церковним звичаям.
Формальним приводом для розриву відносин з папством стала подія 1529 року — відмова папи Климента VII визнати незаконним шлюб Генріха VIII з Катериною Арагонською й відповідно скасування його, щоб той зміг одружитись з Анною Болейн. У такій ситуації Король ухвалив рішення розірвати будь-які стосунки з папством. 1532 року англійським єпископам було висунуто звинувачення у зраді за раніше «мертвою» статтею — звернення для суду не до короля, а до чужоземного володаря, тобто, папи. Парламент ухвалив рішення, котре віднині забороняло звернення до папи у церковних справах. Того самого року Генріх VIII призначив новим архієпископом Кентерберійським Томаса Кранмера, який узяв на себе зобов'язання звільнити короля від непотрібного шлюбу.
Розрив Англії з католицькою церквою поміг дуже перемозі протестантизму в північній Європі і допоміг вивести його поза Європу. В половині XVI ст. Англія й Голландія були вже великі колоніальні потуги і при їх помочі протестантизм поширився в Америці й Азії. Спочатком XVI ст. ще не завважувалось якихось інтелектуальних чи релігійних проти католицьких напрямків або течій в Німеччині. Хоч і в Англії (подібно як у Німеччині, Італії й Франції) процвітав гуманізм, що домагався реформації дійсно католицької. Його головними носіями були щирі католики: Іван Колег професор Св. Письма на Оксфордському університеті і декан церкви Св. Павла в Лондоні. Крім нього були Іван Фішер і Тома Морус.
Реформація в Англії, як і скрізь, прагнула до скинення гніту середньовічного католицизму. Тиск церкви випробувало і державне життя взагалі, і господарське і культурне зокрема. Англійська корона почала сваритися з папством дуже рано. Замість англосаксонців і норманів виступає на сцену єдина англійська нація. Уже при Генріхові III ця нація встигає кинути трохи грізних застережень на адресу Рима. Барони і громади намагаються охоронити країну від іноземної експлуатації. При Едуарді I ці зусилля стають дуже енергійними. Країна тепер уперше зважується не платити ганебної данини в 1000 марок і заявляє, що папські утиски ні в якому разі не треба терпіти.

### Реформація в Англії за наступних правителів
Після смерті Генріха на трон постав його син Едуард VI, якому було тільки дев'ять років. Регентом при ньому став герцог Сомерсет, що мав явну схильність до протестантизму. 1547 року почалось причастя парафіян «під обома видами». 1549 року священникам дозволили одружуватись.
У 1549 році було введено Книгу загальних молитов, де містились тексти суто англійською мовою. Ця книга з невеликими змінами використовується у Церкві Англії досі. У богослужінні особлива увага приділялась читанню Біблії.
Кранмер також брав участь у створенні віросповідного тексту, використовуючи поради таких богословів як Джон Нокс. В результаті вийшли «42 статті», що стали з 1553 року з королівської згоди офіційним документом у Церкві Англії. Статті були кальвіністськими за поглядами на напередвизначення й причастя. Після затвердження цього акту Едуард VI помер.

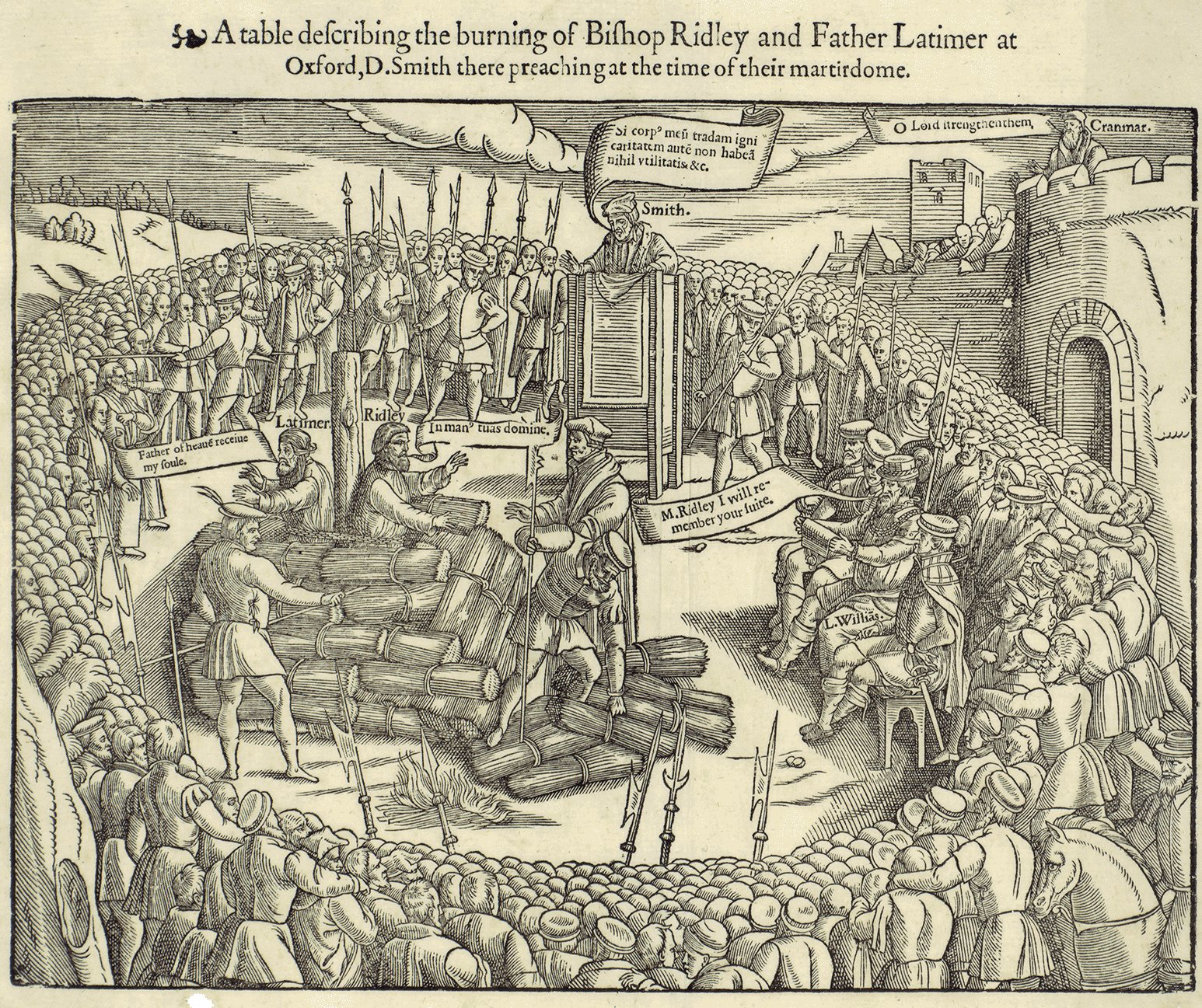
Спалення Латімера й Рідлі

На трон постала його старша сестра Марія, дочка Катарини Арагонської. Цей період запам'ятався спробами відновити католицизм в Англії. У цей час понад 800 представників англійського духовенства були змушені тікати, а 300 чоловік було страчено, в тому числі архієпископ Томас Кранмер і Г'ю Латімер. Під час страти останній сказав своєму товаришу за нещастям: «Майте віру, містер Рідлі, сьогодні ми запалюємо вогнище, яке освітить весь світ».
Однак правління Марії було недовгим. Після її смерті королевою стала Єлизавета I, якій для підтвердження свого статусу було необхідно визнання реформаційних змін свого батька. Єлизавета дещо змінила свій титул на «єдиного верховного правителя», що передбачало, що хоч вона є адміністративною главою церкви, однак вирішення догматичних питань перебуває у відомстві кліру. Було переглянуто «42 статті», з яких було вилучено три. Лишилось «39 статей». Від усіх пасторів вимагалось підписатись під цим документом. З 1571 року й донині використовуються в Церкві Англії. Спроби католицьких змов проти королеви супроводжувались масовими стратами їхніх учасників, а перемога у війні з Іспанією була одночасно й остаточною перемогою протестантизму в Англії.

## Реформація і Росія
Як такої Реформації у Росії не було. Однак, з огляду на тісні контакти з державами Центральної Європи, так само як і військові сутички, тут стали з'являтися майстри, а також військовополонені, яким царями було дозволено сповідувати свою віру.
Наймасовіше переселення відбулося під час Лівонської війни, під час якої углиб Московщини потрапляли не тільки ремісники, але навіть ієрархи лютеранської церкви. Так в 1556 році до Москви у складі посольства їздив єпископ міста Або фінський реформатор Мікаель Аґрікола. У 1569 р. в складі наступного посольства був єпископ Турку Паавалі Юстен. Це посольство російським царем було заслано в Муром, де і перебувало протягом 2 років. Відомий також диспут Івана Грозного з пастором Яном Рокитою, що у 1570 році прибув до Москви у складі польсько-литовського посольства.
Надалі в Москві (і низці торгових міст, наприклад, в Архангельську) існували «німецькі слободи», де жили протестанти та діяли протестантські церкви. Про існування в Росії деяких протестантських храмів повідомляють іноземці. Горсей у своїх спогадах приписує собі велику участь у долі лівонських полонених: «Оскільки я тоді був добре відомий при дворі…то…я добився дозволу побудувати для них церкву, багато жертвував на неї, доставив їй добре навченого священника, який вів службу і зібрання парафіян щонеділі». Російська влада зазвичай не втручалася у внутрішнє життя слобід, іноді співпрацюючи з керівництвом громади в покаранні єресей (наприклад, страта проповідника Квіріна Кульмана наприкінці XVII ст.)
Становище протестантів за Івана Грозного було більш привілейованим у порівнянні з католиками. Цар тримався ближче до протестантів, адже вважав, що ті будуть більш слухняними і зважатимуть на заборону поширення своєї віри. Пропаганда протестантських ідей серед місцевого населення не допускалась. Однак деякі з їх представників мали навіть значний вплив при дворі, іноді сам монарх розпитував іноземців про їх релігію. Наприклад, таким був придворний лікар Єлисей Бомелій, що приїхав до Росії з Англії. Також до Росії прибували представники Голландії, Швеції, Данії, Польщі.
Проте з часом лояльне ставлення Івана Грозного до протестантів дещо змінилося. В кінці Лівонської війни було розгромлено німецьке поселення під Москвою.
Причин наводять декілька: релігійні мотиви, помста за поразку у війні, заклики духовенства, і, зрештою, впливу протестантської пропаганди. Також обурення у росіян викликали багатства, які протестанти накопичили шляхом продажу «хлібного вина, меду та інших напоїв». Окрім цього, сучасники описували моральні якості протестантів у темних тонах. Загальною рисою вказувалися розпуста, розбрат між католиками й лютеранами. За словами князя Курбського, вони «кинулись до широкого й просторого шляху, тобто до п'янства, ліні, неправедних міжусобиць».
До цього часу належить богословське осмислення Реформації, яке починається вже незабаром після виступу Лютера. Воно згадується у Максима Грека, причому той, відкидаючи позитивну програму Лютера, згоден з ним з приводу оцінки папства. До 1640-х років відноситься сатиричний віршований «Переказ на Лютор» московського книжника Івана Насєдки, що спирався на досвід полемічних творів українця Захарія Копистенського.
Становище протестантів покращилось за царювання Бориса Годунова та Лжедмитрія I. Д.Цветаєв пояснює таке ставлення прагненням Годунова уславитися як «благодійник», а також наївними розрахункам схилити Лівонію до добровільної покори. Цар приймав іноземців, які переходили до Росії, та обіцяв їм «втричі відшкодувати те, що вони втратили», а також залишити у «їхній вірі й богослужінні», попросивши за це присяги по своїй вірі. Окрім цього, цар неодноразово викликав із-за кордону ремісників, техніків, військових.
Найбільше число протестантів прибуло до Росії за правління Петра I. У зв'язку з проведенням реформ та веденням війни, він був зацікавлений у висококваліфікованих інженерах, техніках, суднобудівниках — фахівцях, яких на той час можна було знайти тільки в протестантських країнах Європи.Так, маніфест 1702 року «Про виклик іноземців до Росії з обіцянням Їм свободи віросповідання» закликав приїжджати військових, купців, художників, які мають бути прийняті «з усякою милістю».
```
Поелику же Мы опасаемся, что дела сии не совсем еще в таком положении находятся, как бы Мы того желали, и что Наши подданные не могут еще в совершенном спокойствии насладиться плодами трудов Наших, того ради помышляли Мы о других еще способах, как бы обезопасить пределы Наши от нападения неприятельского и сохранить право и преимущество Нашего Государства и всеобщее спокойствие в Христианстве, как то Христианскому Монарху следует... Мы побуждены были в самом правлении учинить некоторые нужные и к благу земли нашей служащие перемены, дабы наши подданные могли тем более и удобнее научаться поныне им неизвестным познаниям и тем искуснее становиться во всех торговых делах
[
50
]
.
```

З протестантським впливом ряд дослідників асоціює діяльність Петра I, спрямовану на зміни в Російській православній церкви (скасування патріаршества з підпорядкуванням церкви світській владі, наступ на інститут чернецтва). Так, А.Карташов дає визначення перетворенням Петра I як «реформа протестантського зразку». Монархічний початок єпископату було зламано західною реформацією, тож тільки в протестантизмі можна було знайти зразок для церковних реформ в цьому плані, а ніяк не в історії східної церкви.
Знайомство Петра з протестантизмом сталося в «німецькій слободі». Там він насолоджувався чарівною атмосферою західної «просвіти». Взагалі всі інтелігенти німецької слободи стали для Петра професорами «західного університету». Тут він зустрів і колегіальну форму церковно-парафіяльного самоврядування протестантських громад німецької слободи і дізнався від протестантів про їхні загальні конституції церкви в різних країнах Західної Європи.
У першій же закордонній подорожі 1697–98 рр. архієпископи Кентерберійський і Йоркський призначили для Петра спеціальних богословів-консультантів, до яких приєднався і Оксфордський Університет, який призначив консультанта зі свого боку. Вільгельм Оранський, який отримав англійську корону, але був вихований в протестантському дусі, посилаючись на приклад рідної йому Голландії і самої Англії, радив Петру зробитися самому «главою релігії», щоб мати у своєму розпорядженні повноту монархічної влади.
Церковна реформа розколола архієрейський корпус на дві частини. Консервативно налаштовані ієрархи (Стефан Яворський, Димитрій Ростовський, Арсеній Мацеевич), зближуючись з католицькою думкою, критикували релігійні, політичні та економічні погляди протестантів. Католицтво, як більш консервативне і ортодоксальне вчення, в якихось випадках могло викликати у них навіть менше нападок, ніж протестантство. Прихильники ж церковних перетворень на чолі з Феофаном Прокоповичем, навпаки, поєднували неприязнь до католицтва з підкреслено шанобливим ставленням до протестантської богословської думки і релігійної культури. Протестантські конфесії продовжували викликати відторгнення, однак вплив протестантського Заходу на загальну атмосферу російського церковного життя впродовж XVIII ст. неухильно зростав.
Втім, до лютеран у Московщині періодично відносили досить екзотичних осіб. У старообрядницькій книзі «Винограді Російському» розповідається про якогось Вавилова, що прославився своїми аскетичними подвигами і був спалений у 1666 році: «бяше .. роду іноземска, віри люторскія, вчення художня, вся художественния науки прошед .. в славній паріжстей академії учівся задоволена літа, мови ж багатьма .. добро і всеізрядне ведий глаголати».

## Контрреформація
Реформація викликала відповідну реакційну політику з боку католицької церкви, яка отримала назву Контрреформація. У результаті католицькими залишилися Італія, Іспанія, південь Німеччини, частина кантонів Швейцарії, Ірландія. Наприкінці XVI століття католицизм переміг на півдні Нідерландів (сучасної Бельгії) і в Речі Посполитій. Франція виявилася державою, де державною релігією був католицизм, однак протестанти довгий час користувалися правом вільного віросповідання.

Карта показує поширення Реформації та Контрреформації в Європі (не вказані Іспанія та Італія)

Контрреформація мала як зовнішню, так і внутрішню сторони. Якщо зовні це проявлялося в насильницькому придушенні реформаторського руху шляхом переслідування протестантів, поширення інквізиції і створення Індексу заборонених книг, то внутрішньо це були процеси, які можна назвати реформацією в самій католицькій церкві.
У 1536 році папа Павло III створив спеціальну комісію, до складу якої запросив членів товариства «Каплиця Божественної любові», які склали звіт, що в багатьох зловживаннях в Католицькій церкві були винні папи і кардинали, що ставили меркантильні інтереси вище від духовних. 1545 року з ініціативи Павла III був скликаний Тридентський собор, який повинен був дати відповідь на багато важливих духовні питання сучасності. На соборі, який тривав протягом понтифікату кількох пап, були ухвалені не тільки рішення з догматичних питань, але і сформульовані декрети у зв'язку з церковним зловживаннями.
Перед смертю Павло III покаявся в непотизмі. Наступні папи, хоча і не проявляючи послідовності, але також боролися з цим явищем. Крім цього папи вели боротьбу за відновлення морального обличчя кліру католицької церкви. Так, Павло IV (учасник комісії Павла III) вигнав з Рима 113 єпископів, що незаконно залишили свої єпархії, при ньому сотні ченців були відправлені знову у свої монастирі. Переслідували навіть кардиналів, запідозрених в аморальності.
Крім цього, були засновані чернечі ордени нового типу — театинці, капуцини, урсулинки і єзуїти. Останні зайнялися активною пропагандою католицизму як у протестантських країнах, так і на територіях, де до цього взагалі не було християнських місіонерів. При вступі в орден єзуїт давав присягу не тільки генералові, а й самому папі. Багато в чому завдяки діяльності єзуїтів вдалося повернути до складу Католицької церкви Річ Посполиту.

## Тридентський собор— католицька відповідь Реформації
Передумови скликання. Із розвитком реформаційних рухів у XVI ст. католицька церква зазнала значного послаблення, адже разом із відколом від неї протестантських церков вона втрачала колишній авторитет, кількість прихильників, і відповідно звужувалася сфера її впливу. Варто зауважити, що Лютер не прагнув до відділення від католицької церкви. Він хотів реформувати її у власних межах: зменшити повноваження Папи, визнати вищість авторитету Біблії над церковними доктринами, заборонити індульгенції, втілити ідеї рівності християн перед Богом, незалежно від соціального статусу, професії та ін. Проте уже з 1520-х років ситуація стає непідконтрольною самому М. Лютеру, оскільки з'являються нові проповідники, нові трактування первісних ідей, наприклад, був один проповідник із Альштедта — Томас Мюнтцер, який вважав, що людина не потребує навіть Біблії для відкриття божественних істин. Також, він, на відміну від М. Лютера, критикував правителів імперії, які пригноблювали нижчі суспільні верстви. Тому, як наслідок, з'явилися окремі протестантські церкви, секти тощо.
Водночас католицька церква усвідомила гостру потребу перегляду власних позицій на тлі Реформації, тому розпочався паралельний реформаторський рух, який дістав назву «Контрреформація». Вона була направлена на знищення зловживань та корупції в середньовічній католицькій церкві. Таким чином, Реформація породила нові церкви, а Контрреформація переглядала позиції  католицької церкви. Контрреформація — це своєрідна відповідь реформаторам та оновлення католицтва, яка оприявнилася через реформи папи Павла III та скликання Тридентського собору.
Історія становлення Тридентського собору. Павло III став папою у 1534, ініціював створення комісії задля виявлення зловживань у церкві. На підставі створеного комісією рапорту «Консиліум» (Concilium, лат. — «Рада»), папа видав низку постанов. Наприклад, про припинення продажу церковних посад. Проте ці постанови не зазнали успіху й Павло III висловлює ідею створення собору, на якому були би присутні представники різних конфесій задля створення певного компромісу між протестантами та католиками. У цьому його активно підтримував імператор Карл V, якому папа допомагав у війнах із німецькими протестантськими країнами, однак майже одноголосно відкидали цю думку кардинали. 1537 року, папа Павло III оголосив про скликання ради в місті Мантуя. Рада мала відбутися 23 травня, проте ця затія провалилася. По-перше, через те, що в зв'язку з війною між Карлом V та Францією французькі прелати не приїхали, а по-друге, тому що не з'явилися й протестанти. Восени Павло III планував організувати загальну раду в місті Віченца, однак учасників було дуже мало й ніякого реального значення вона не мала. Тому ідея скликання ради (собору) була перенесена на невизначений термін.
Лише в 1545 році папа Павло III, нарешті, «переборов» антиреформаторськи налаштовану частину католицького священства. Отож Тридентський собор (лат. Concilium Tridentinum) був скликаний у 1545 році папою Павлом III у місті Тренто (Триденті) на півночі Італії і тривав аж до 1563 року. Довгу тривалість собору можна пояснити, насамперед, перервами між процесами засідань. Засідання Тридентського собору ділять на три етапи: 1545—1549, 1551—1552 та 1562—1563. Першого разу собор був перерваний 17 вересня 1549 року через спалахи чуми в місті. Згодом його робота відновилася завдяки папі Юлію III. Однак була вона нетривалою й перервалася фактично через рік у зв'язку з несподіваною перемогою колишнього прибічника римського імператора, курфюрста Мориця Саксонського (він був протестантом) над Карлом V та введенням військ Мориця до Тюрингії та південної Німеччини. Наступним папою був Павло IV, який надто критично ставився до протестантизму, тому собор не відновлював. І лише через 10 років, папа Пій IV возз'єднав дев'ятнадцятий вселенський собор.
Постанови Тридентського собору. Постанови Тридентського собору були оприлюднені у 1564 році папою Пієм IV у так званому «Тридентському сповіданні віри» — документі, у якому викладено рішення собору.
По-перше, собор був спрямований на заперечення ідей протестантизму та уточнення вчення про католицьку церкву в усіх дискусійних питаннях. Так, наприклад, собор погоджувався з протестантами, що віра неодмінна для спасіння, але заперечував, що лише її достатньо, «адже згідно з Євангелієм від Івана 2:24 добрі вчинки також потрібні. Собор пояснив, що слова Послання до римлян 3:28 про достатність віри означають, що віра є неодмінним вихідним моментом. Без віри вчинки марні»
По-друге, Тридентський собор підтвердив необхідність існування традиційного церковного таїнства — Служби Божої. Вона визнавалася жертвою Богові в формі літургії. Водночас вона не є додатком до жертви Христа чи символічним її повторенням, а є складанням жертви, яку Христос втілює через людей та священника.
По-третє, Собор абсолютно заперечив твердження протестантів про те, що Біблія — єдине джерело доктрини та її зверхність над Церквою. Загалом утверджувалося традиційне католицьке бачення цього питання — Біблія та церква творять єдине вчення. Утверджувалася рівність Писання і Передання.
По-четверте, посилилося значення таких католицьких практик як паломництво, шанування святих та мощей, підтверджено догмат чистилище, вчення про сім Таїнств (Хрещення, Миропомазання, Євхаристія, Сповідь, Вінчання, Хіротонія, Єлеопомазання) та шанування Діви Марії. Хоч зловживання ними було заборонено, усе ж і ця особливість суперечила протестантизмові, який вважав їх такими, що суперечать Святому Писанню.
По-п'яте, індульгенції хоч і залишилися, проте був реформований порядок їх отримання. Зокрема, була скасована посада продавця індульгенцій. Також відбулося повернення до канону Нікейського собору (325 р.), за яким єпископу заборонялося керувати кількома дієцезіями чи змінювати їх, адже, наприклад, попри заборону, Папа Леон Х дозволив таку практику Альбрехтові з Бранденбурга за умови сплати Ватикану значної суми.
По-шосте, був затверджений целібат, у той час як протестанти виступали проти заборони священнослужителям одружуватися.
Отже, Тридентський собор став оновленням Католицької церкви, адже деякі зрушення у контексті знищення корупції при папському дворі відбулися (наприклад, реформи, що стосувалися індульгенцій), підтвердив неможливість об'єднання поглядів протестантів та католиків, підкреслив верховенство Папи. Фактичне заперечення доктрин протестантизму Папою не могло бути шляхом до компромісу. Та й навряд чи протестанти прагнули до такого компромісу, адже ще на початку Реформації Мартін Лютер у зверненні до Карла V – «До християнського дворянства німецької нації» писав, що «коли я [Мартін Лютер] торкаюся Соборів, скликаних папством, я не надаю великого значення їхнім рішенням». Тридентський собор заперечив ухил від традиційних католицьких вірувань, однак одне з його головних надбань полягає в утвердженні католицької самосвідомості. Католики дедалі більше уваги приділяли тим речам, які відкидали протестанти, зокрема шануванню Діви Марії (маріології), проведенню та визначенню суті сімох Таїнств, Священному Переданню.

## Підсумки Реформації
Вестфальський мир 1648 року остаточно закріпив ті зміни, які сталися на карті Європи в результаті Реформації, в тому числі й існування нових держав. Більше значних релігійних воєн в континентальній Європі не велося. У результаті прихильники лютеранства становили більшість населення в Північній Німеччині, Данії, Скандинавії, Прибалтиці. Реформати ж переважали в Шотландії та Нідерландах, а також кількох кантонах Швейцарії, хоча послідовники цього віровчення були і в Угорщині, Центральній Німеччини та Франції. В Англії утвердилася Англіканська Церква.
Представники невеликих протестантських конфесій збереглися практично по всій Північній і Центральній Європі, проте часто їх переслідували як католицькі, так і протестантські державні структури. Надалі багато хто з них виїхав до Америки або емігрував до Росії.
Підсумки реформаційного руху неможливо схарактеризувати однозначно. З одного боку християнського світу, який об'єднував всі народи Європи під духовним керівництвом Папи Римського, більше не існувало, так само як і не існувало єдиної християнської культури. Єдина церква була замінена безліччю національних церков, які часто залежали від світських правителів, тоді як раніше клірики могли апелювати до папи як арбітра. З іншого боку, національні церкви сприяли зростанню національної свідомості народів Європи. При цьому істотно підвищився культурний та освітній рівень жителів Північної Європи, яка до цього була як би околицею християнського світу — необхідність вивчення Біблії приводила до зростання як початкових навчальних закладів (переважно у формі парафіяльних шкіл), так і вищих, що виразилося в створенні університетів для підготовки кадрів національних церков. Для деяких мов спеціально була розроблена писемність, щоб мати можливість видавати на них Біблію.
Проголошення духовної рівності стимулювало розвиток уявлень про рівність політичному. Так, в країнах, де більшість становили реформати, мирянам надавалися великі можливості в управлінні церквою, а громадянам — в управлінні державою.
В економічному плані Реформація сприяла зміні старих феодальних економічних відносин на нові капіталістичні. Прагнення до економії, до розвитку промисловості, до відмови від дорогих розваг (так само як і дорогих богослужінь) сприяло накопиченню капіталу, який вкладався в торгівлю і виробництво. У результаті протестантські держави почали випереджати в економічному розвитку католицькі та православні. Навіть сама етика протестантів сприяла розвитку економіки

## Європейська Реформація та міжнародні відносини: розвиток дипломатії
З кінця XV—XVI століть у більшості держав ранньомодерної Європи, відбулися значні зміни у суспільно-політичному устрої, що проявилися в зміцненні королівської влади та інтенсифікації процесу формування національної держави. Поряд із державотворчими процесами та реформаційними впливами, як їх органічна складова, активізувалися міжнародні відносини і дипломатія, що спонукало за собою встановлення нових принципів міждержавних відносин, війн і переговорів, дипломатичних і зовнішньополітичних стратегій. Від спорадичних і несистемних місій європейські держави розпочали поступовий перехід до постійних дипломатичних представництв.
З кінця XV століття Європа вступає в новий періоду міжнародних відносин. Політична ситуація у Західній Європі наприкінці XV століття, після подій Столітньої війни (1337—1453), суттєво змінилася завдяки тому, що значно зміцнилися монархії й у більшості держав, зокрема — Франції, Іспанії та Англії, завершувався процес внутрішньої консолідації. Саме у цих державах було закладено основи сучасних національних держав, в той час як роздробленість Німеччини й Італії залишалась непереборною. Ці тенденції знайшли свої чітке відображення в подіях Італійських воєн.
Нова політична думка була сформована флоренційським політиком і мислителем Нікколою Макіавеллі у праці «Государ». На основі узагальнення багатовікового досвіду існування держав минулого й сучасності мислитель доводить, що політичні події, зміни в державі відбуваються не з Божої волі, не із примхи чи фантазії людей, а мають об'єктивний характер. Недоречно також осягати й розв'язувати політичні проблеми, керуючись моральними міркуваннями, бо влада й політика вже за своєю природою є позаморальними явищами: «…державець, якщо він прагне зберегти владу, повинен набути уміння відступатися від добра і користуватися цим умінням залежно від потреби». Учений стверджував, що заради досягнення політичних цілей правитель може використовувати будь-які засоби, попри вимоги моралі: вдаватися до обману, діяти лестощами та грубою силою, фізично знищувати своїх політичних противників.
Розвиток економічних зв'язків сприяв і урізноманітненню форм міжнародних контактів. Вже наприкінці XV — початку XVI століття надто швидке поширення міжнародних зв'язків було відзначено у Західній Європі переходом до сучасної системи організації посольської служби — постійних дипломатичних представництв, було покладено початок процесу інституалізації зовнішньої політики кожної окремої держави та європейської зовнішньої політики в цілому. Італія стала достеменною, справжньою школою європейської дипломатії. Постійна дипломатична служба набувала швидкого поширення та вжитку в практиці міждержавних відносин. Так, із 1510-х років — у Папській державі, із 1520-х — в Англії, в Імперії — за доби Карла V. До середини XVI століття це вже стало європейською традицією.
Проблема міждержавних відносин, концептів «війна» і «мир», зовнішньої політики та дипломатії, політичних інститутів та процесів під впливом комплексу факторів, зокрема — європейської Реформації, набувають нового трактування. Адже та, що існувала раніше за основу основ брала особисті відносини між владарями-державцями, які базувалися на принципах християнської та лицарської моралі. Дані погляди виконували в той же час функцію історичної концепції. Її представниками були — Ж. Шатлен, О. де Ла Марш, Ж. Моліне, Ж. д'Отон. Проте з другої половини XV століття лицарська етика швидко втрачає своє значення. Її почали витісняти прагматичні норми, що найбільш повний вираз на початку XVI століття отримали у Філіппа де Комміна. Зіткнення інтересів держав набуває у нього об'єктивний та незалежний від волі владарів-державців характер. У їх волі лише можливість приректи результат зіткнень, обравши найбільш вірний, на його думку, політичний засіб. Філіпп де Коммін вважав, що дипломатичні посередники допомогли б більш мобільно, з меншою кількістю жертв і без участі війська вирішувати міждержавні конфлікти: «Два могутніх владарі-державці, якщо вони мають бажання жити в злагоді, не повинні часто бачити одне одного, а спілкуватися їм належить посередництвом досвідчених і мудрих осіб, які будуть проводити переговори і залагоджувати суперечки».
Тоді також еволюціонувало розуміння «війни» та миру під впливом ідей Еразма Роттердамського. У століття безперервних воєн він не втомлюється боротися за мир між державцями Європи. У своєму творі — «Похвала Дурості» — він висловлює відразу до війни, відповідальність за яку несуть носії влади, а отже, перш за все, державці. У «Похвалі Дурості» війна подається як одне з найбільш тяжких і ганебних колективних проявів усе тієї ж усевладної Дурості. Це сприяло розвитку дипломатії та міжнародних відносин як більш раціональних методів ведення зовнішньої політики та вирішення міждержавних конфліктів.
Фактично, ідеї Ніколо Макіавеллі (про посилення світської влади і послаблення церковної), Філіпа де Комміна (про посилення дипломатичних представництв і зміни способів вирішення міждержавних конфліктів) і Еразма Роттердамського (про відмову від будь-яких силових методів захоплення влади, відмову від війни) висвітлювалися й самим Лютером.
По-перше, Лютер розмежовує світську владу та церковну, вважаючи, що остання фактично призвела до політичної кризи, втрутившись туди, де їй не місце: «…карати винних і переслідувати їх у випадку необхідності, не звертаючи уваги на пап, єпископів, священників; нехай вони погрожують і відлучають, як їм тільки вдумається. Адже потім і відбувається те, що кліриків, що порушили норми світського права, спочатку позбавляють сану священника, що вважалося б незаконним, як би раніше по Божественному установленню світський меч не мав над ним влади. А між тим у церковному праві занадто звеличуються свобода, життя і майно священників, неначе б миряни духовно не такі ж добрі християни, або наче вони не належали до церкви».. По-друге, Лютер вважав, що методами повстань, військових переворотів, війни істини не здобути. Бог і без них бачить де правда, а де брехня. Тому «Бог дозволить швидше розсіятися небові і землі, ніж передати забуттю одну-єдину крапочку або букву». 1509 року в Ерфурті Мартін Лютер став свідком повстання «Чорної банди», яке, звичайно, не могло викликати у нього захоплення. Тоді це призвело до того, що політично-соціальна сфера стали для нього абсолютно чужою, він не розумів методи повстанців, не розумів для чого звертатися до насилля.. Ці погляди були досить прогресивними та закономірними. Епоха егоїстичного Середньовіччя пішла, тож такі ідеї стали результатом градуалістичної зміни свідомості людей, культурним традиціям, політичним приписам.
У період Ренесансу та Реформації в Європі відбувається ґенеза інституціональних процесів нової зовнішньої політики і дипломатії, які знайдуть своє виявлення протягом доби раннього Нового та Нового часу. Одним із впливових політико-дипломатичних фáкторів і фундаторів цих процесів стала Франція, саме її модель дипломатії слугували взірцем для створення та ефективного впровадження дипломатичного інструментарію у всіх державах Європи досліджуваного періоду. Владарі-державці на зламі двох епох персоніфікували в собі певний окреслений соціальний тип менталітету епохи ранньої Нової історії, тим самим просунулися далеко вперед від ще реально існуючих у суспільстві традицій, через що багато в чому не були зрозумілі і не цілком вірно оцінені їх сучасниками. Із повною впевненістю можна відзначити, що владарі-державці західноєвропейських країн були державцями-політиками, яких сама історія поставила до керма європейської політики у початковий період формування європейської системи держав на зламі Середньовіччя і раннього Нового часу. З них починається відлік нових подій і великих змін у міжнародному, політико-дипломатичному й соціокультурному житті ранньомодерної Європи.
Внутрішньополітична ситуація в Німеччині після початку Реформації та з поширенням протестантизму значно впливала на зовнішньополітичну ситуацію в Європі у першій половині XVI ст. Вона не лише окреслювала позицію імператорської династії щодо ключових питань міжнародної політики, але й визначала напрями та умови формування союзів та сил, які протидіяли католицькій церкві та династії Габсбургів. Загалом Реформація стала підґрунтям для значних територіальних змін, які створили нову геополітичну мапу Центрально-Східної Європи.

## Вплив Реформації на Україну
Реформація, як церковно-релігійна і політично-соціальна течія почалася наприкінці XIV століття і тривала кілька століть у Західній Європі (звідки поширилася й в Україні), пробудивши національну свідомість і розвиток культури окремих народів та створивши низку протестантських церков.
Реформація була спрямована однаково як проти догм і устрою, так і проти економічного і політичного становища католицької церкви (секуляризація церковних земель тощо). На відміну від наднаціонального характеру католицької церкви, що вживала у богослужбі латинську мову, діячі Реформації вводили живі мови у церкві, а тим самим і в літературу багатьох народів, зміцнюючи їхню національну свідомість і культурний розвиток. Реформація охопила різні соціальні верстви і цілі держави, а також спричинила між ними гострі конфлікти, що виявилися у довготривалих війнах.
В Україну Реформація проникла спочатку незначною мірою у XVI ст. з Чехії, через студентів з України, на яких впливали наука Яна Гуса і гуситські війни, а також через гуситських емігрантів у Польщі й Литві, де в XVI ст. реформаційні течії дуже поширилися серед магнатів і шляхти. Чимала кількість магнатів і шляхти: Радзівіли, Воловичі, Кишки, Любинецькі, Морштини, Фірлеї, Сапіги, Гойські, Ходкевичі, Сенюти, Холоневські, Чапличі, Войнаровські, Немиричі та ін. — були захоплені ідеями Реформації. Реформаційні рухи особливо сильно почали проникати в Україну після Люблінської унії 1569 року, проте вони не охопили усього обширу українських земель і всіх прошарків населення. Однак, поруч з іншими чинниками, Реформація певною мірою активізувала православну шляхту, міщанство, козацтво й духовенство, для яких загрожена католицьким наступом, особливо після Берестейської унії 1596 року, «руська» віра набрала ознак національної ідентичності. Провідник православної опозиції до унії, князь: Василь-Костянтин Острозький схилявся до зближення з протестантами, що позначилося кількома спільними нарадами у 1595, 1596 та особливо у Вільні 1599.
Чималий відгук Реформація мала у церковно-культурній ділянці. Чеські переклади св. Письма були знані на українських землях у XVI ст., з'явилися перекладені на тогочасну літературну українсько-білоруську мову такі твори, як «Новий Заповіт» В. Негалевського (1581), Євангеліє В. Тяпинського у кін. XVI ст., Пересопницьке Євангеліє (1556—1561), базовані переважно на протестантських текстах. Ці переклади вживалися не тільки для приватного читання, але й при богослужбах («Тріодіон», 1664). Одночасно ширилася проповідь живою мовою, а у релігійній полеміці тією ж мовою брали участь не тільки католики й православні, але й протестанти. Таким чином, під впливом Реформації, поряд з традиційною в Україні церковнослов'янською та з новопоширюваною серед вищих верств польською, почала вживатися книжна українсько-білоруська мова, як мова письменства. Особливо характерні були публікації католиків руською мовою (як «Катехизм или наука всім православним християном…», 1585) та двомовні паралельні публікації окремих творів, — українсько-білоруською і польською мовами.
У освітній ділянці визначилася низка реформаційних шкіл, що іноді перевищували своїм рівнем католицькі, і в них охоче вчилася українсько-білоруська молодь (наприклад, соцініянські й аріанські школи на Волині).
Реформація посилила традиційну рису української церкви — її соборноправність, що особливо виявилося у діяльності церковних братств (XVI—XVII ст.). Братчики практикували читання св. Письма, не тільки на сходинах, але і вдома, стежили за поведінкою своїх членів, мали нагляд над церковними справами, контролювали діяльність священників і єпископів, аж до виступів проти декого з них, як «ворога істини» (Статут Львівського Братства, 1588). Єпископи не погоджувалися з такими широкими повноваженнями світського елементу, і їхній перехід на унію з Римом був деякою мірою спричинений реформаційними впливами у православних громадах.
У царині соціально-політичній, Реформація в Україні позначилася також зростанням національної свідомості й політичної активності козаччини, яка, переймаючи у першій половині XVII ст. провід українським національним життям, ставила щораз більший опір польському пануванню в Україні й активно підтримувала православну церкву проти наступу католицизму. Шукаючи союзників проти Польщі, козаччина, у своїй зовнішній політиці, почала орієнтуватися також на допомогу протестантських держав (Швеція, Трансільванія, Бранденбурґ).
Але вплив і успіхи Реформації в Україні не були тривалими. Пов'язана з прогресивними релігійними течіями, Реформація опинилася між двох протилежних сил — католицькою Польщею й православною Україною, ворожих між собою, але й ворожих до протестантизму. Успішна боротьба католицької церкви (особливо ордену єзуїтів) і польського уряду проти протестантизму й негативне ставлення православної церкви до «люторів», зокрема до поширеного в шляхетських колах Правобережжя антитринітаризму та інших радикальних протестантських течій, позбавили Реформацію певної соціальної бази, а перемога української національної визвольної революції у середині XVII ст. відкривала в Україні шлях іншим культурно-політичним течіям та впливам (бароко).

### Поява та поширення кальвінізму в Україні
У порівнянні з лютеранством кальвінізм в Україні, зокрема у другій половині XVI ст., мав неабиякі успіхи, став тут на тривалий час провідною протестантською конфесією. Його перші кроки припадають на початок 40-х років XVI ст. і пов'язані з діяльністю відомих у Європі культурних діячів, письменників, учених, політиків, які були захоплені протестантськими ідеями. Польсько-литовські магнати, королівський двір запрошували багатьох з них для навчання своїх дітей і розгортання науково-освітнього процесу в державі.
Поступово коло реформатських діячів поповнили литовці, білоруси, українці. З перших проповідників, котрі діяли в Україні як культурні діячі, перекладачі, літератори, збереглася інформація про Фому Фальковського, Павла Зеновича, Миколу Житного, Олександра Вітреліна.
У другій половині XVI ст. головну роль у розповсюдженні кальвінізму в Україні виконують протестантські центри польсько-литовської держави — Краків, Вільно, Люблін і Сандомир. У Кракові, зокрема, 1546 року утворився гурток гуманістів, який очолив Андрій Фрич Моджевський. Серед його слухачів і активних учасників були Станіслав Оріховський, Станіслав Стадницький, Мартін Бєльський, Симон Будний (одна з ключових фігур протестантського руху в українсько-білоруському пограниччі), які стають нововірами.
Особливо важливою була роль прилучених до реформатства представників шляхетського стану, які становили кістяк церкви. Це, наприклад, суспільний діяч Речі Посполитої, воєвода белзький Рафал Лещинський, який сприяв поширенню реформатських зборів у західно-північних українських землях; Микола Сенявський, воєвода руський, гетьман коронний; Микола Потоцький, генерал землі подільської, староста кам'янецький; Ян Потоцький, воєвода брацлавський, підкоморій галицький; Ян Фірлей, воєвода белзький (до речі, володар понад 20 містечок в одній лише Галичині).
В Україні кальвінізм поширювався в усіх регіонах. У Галичині — це Бучач, Гвоздець, Дорогоїв, Дубляни, Жовква, Зборів, Ланцут, Яцимир; у Холмщині — Замостя, Зміївці, Краснобрід, Крилів, Криниця, Круп'є, Лащів; у Берестейщині — Берестє, Венгров, Городище, Заблудів, Русків, Ямно; на Волині — Берестечко, Корець, Лабунь, Мартинівці; на Поділлі — Кам'янець, Межибіж, Панівці, Хмельник; у Брацлавщині та Київщині — Винниця, Козаровичі, Ліщин, Мозир. У Малопольщі й Галичині наприкінці XVI ст. існувало 260 кальвіністських громад. Однак, попри такий широкий ареал, самі збори, а також школи і друкарні, були зосереджені переважно у Західній Україні.
У першій половині XVII ст. справжнім центром кальвінізму в Галичині вважалися Глиняни, де відбувалися провінційні синоди, існував культурний осередок
Еволюцію кальвінізму в Україні можна умовно поділити на декілька етапів:
- Перший етап — час зародження конфесії у Малопольщі та Галичині — 40–50-ті роки XVI ст.
- Другий етап — 60–80-ті роки XVI ст. — позначений найбільшими успіхами течії. В цей період вона поширює вплив на Закарпаття та на інші українські землі, наближені до Білорусі та Литви — Волинь, Підляшшя, Брацлавщину, Київщину, Холмщину.
- Третій етап — кінець XVI ст. — початок XVII ст. — період поступового згасання активності реформатських громад.
- Четвертий етап — 50–60-ті роки XVII ст. — їхня діяльність у більшості регіонів України майже припиняється.

Вістря кальвіністської публіцистики спрямовувалося проти католицької, значно менше — православної церков, а з 70–80-х років XVI ст. — й проти антитринітаріїв і социніан.
Реформатори особливо дбали про створення централізованої організації, яка б охоплювала всі регіони польсько-литовської держави. Очолював церкву суперінтендант, котрий приймав рішення про скликання синоду — головного законодавчого органу. За виконанням рішень синоду споглядало синодальне управління, при якому у 1627 р. утворюється церковний суд (синедріон). Управління затверджувало релігійне керівництво — міністрів (пресвітерів) для роботи на місцях і світських керівників або наглядачів (сеньйорів) для контролю за діяльністю місцевої громади, школи, друкарні. Пресвітерам допомагали диякони, проповідники, регенти. Сеньйори мали заступників — консеньйорів. Синодальне управління складалося з представників духовенства і мирян.
Східні землі Речі Посполитої поділялися на дистрикти (округи). Мала Польща та Україна мали вісім, Литва і Білорусь — шість дистриктів. У кожному був свій суперінтендант. Окружний синод, куди запрошували представників лише трьох станів (духовенства, дворянства і городян), називався партикулярним, синод, який збирав представників кількох дистриктів, — провінційним. Загальний для всіх земель синод називався генеральним. Як правило, делегатами останнього, окрім церковного керівництва, були представники від шляхти.
Отже, основною причиною домінації кальвінізму в Україні стала особлива прихильність до нього магнатсько-шляхетських родин, впливових у суспільному й культурному житті польсько-литовської держави. Це водночас було однією з причин занепаду кальвінізму. Смерть, розорення або перехід патрона в іншу віру (переважно у католицьку за часів Стефана Баторія та Сигізмунда III, коли дисиденти втрачали політичні права) позбавляли протестантську церкву підтримки, робили її легкою здобиччю єзуїтів.
Пояснює успіхи конфесії в Україні й вже згадуваний національний фактор. Лютеранські церкви тут здебільшого складались з німців. Щодо кальвінізму, то він одразу орієнтувався на місцеве населення. Основний склад реформатських церков — це поляки, русини, литовці. Тобто кальвінізм успішно поєднував денаціональну природу (що є суттю християнства як світової релігії) з гнучкою адаптацією до регіонально-національних особливостей. Закріпившись у конкретній місцевості, кальвінізм поступово набував властивих їй ознак — у мові проповідей, у літературі, шкільництві, домашній освіті, запозиченні місцевих традицій у культовій практиці, побуті церковного життя.
Документи засвідчують глибоке проникнення реформатських ідей у світську і церковну еліту. Микола Любович підкреслює: «За свідченням сучасних католиків, більша частина єпископів того часу за релігійними переконаннями підтримує протестантів. З єпископів Малої Польщі і земель руських один лише єпископ перемиський Ян Дзядуський був вільним від підозрінь у єресі».

### Поява та поширення лютеранства в Україні
Лютеранство стало першою організаційно оформленою протестантською течією в Україні. Воно з'являється в 30-40 роках XVI століття.
В 1543 році розпочалася відкрита проповідь лютеранського віровчення, а у 1545 році в Кракові було створено протестантський гурток, до складу якого входив Я. Прилуцький — секретар великого коронного маршала П. Калити. Саме Я. Прилуцький, маючи парафію у містечку Мостиська Перемишльської єпархії, розпочав проповідувати реформаційне вчення у Східній Галичині.
Відомостей про значну кількість реформованих парафій української церкви немає. Хоча треба зазначити, що було декілька випадків переходу на лютеранство шляхтичів, а вже вони, відповідно, переводили до лютеранства своїх селян. Очевидно, що за таким прикладом діяли лютеранські громади у Венгрові, Мордах, Нурці та Найндорфі (Берестейщина). Чимале поширення, окрім населених пунктів, де мешкали німецькі колоністи, лютеранство мало також на Закарпатті. Тут конфесія досягла певних успіхів, маючи державну підтримку з боку угорських та румунських володарів. Взагалі, за деякими оцінками, «початковий крок у справі поширення нової віри в Угрії був зроблений саме в Угорській Русі… євангельський рух в Угорській Русі в другій половині XVI ст. був навіть сильнішим, ніж у власне Угрії, котра знаходилась в більшій сфері католицького впливу габсбурзького уряду…». 1549 року Стефан Копач відкриває лютеранську школу у містечку Шарошпоток в історичній Закарпатській Україні, яке з цього часу стає центром зростаючого реформаційного руху в усьому Карпатському регіоні.
Особливо цей процес посилився, коли почало вводилося уніатство. Уніатство підтримали Габсбурги і закарпатський магнат Гомонай. Духовенство в 1614 році погодилося приєднатися до унії, але селяни здійняли повстання, побивши священників, що прийняли унію, і поранивши єпископа Атанасія Крупецького. Відтоді на Закарпатті почали діяти дві церкви: уніатську підтримували Габсбурги, а православні спиралися на протестантів.
Очевидним є факт, що до лютеранства переходили головним чином колишні римо-католицькі священники та парафії, а також і ті шляхтичі українського походження, що перейшли до католицтва. До таких, очевидно, і належали двоє із найцікавіших представників покатоличеного українства Станіслав Оріховський та Мартін Кровицький.
Станіслав Оріховський навчався у Віттенберзі і мешкав безпосередньо в домі Мартіна Лютера, був приятелем Філіпа Меланхтона. Після повернення з Німеччини він став Перемишлянським каноніком і проповідував у Журавцях і Побідниках. За його свідченням, «… землі воєводства руського були особливо чуйні до різних релігійних суперечок». На сеймі у Вишні в 1550 році Оріховський заявив, що постанова про целібат духівництва є диявольським вченням і що він не бажає підкорюватися йому, хоча б і янгол з неба умовляв його. Згодом він облишив лютеранство і навіть став його противником.
Реформаційні погляди поділяли також П. Борятинський і Л.Слончевський. Перший згодом став особистим секретарем короля Сигізмунда Августа, а другий з 1546 року був єпископом у Кам'янець-Подільському. 1548 року Перемишлянський шляхтич Х. Білецький відкрито запровадив у місті Ланцеті, яке належало йому, лютеранську літургію. Одночасно він заборонив відправи на честь Діви Марії. Він також відмовився від дотримання постів і переконував своїх підлеглих чинити так само. Не так доля склалася в Мартіна Кровицького, щирого учня Меланхтона. Будучи плебаном у Вишні Кровицький на одному із синодів дієцезії виступив проти зловживань у католицькій церкві (можливо припустити, що це був захист статей Аугсбурзького віросповідання). Проте свою діяльність Мартін Кровицький завершив у антитринітаріанському таборі.
Сліди лютеранства відшукуються і на Західній Україні, найперше на Волині, що пояснюється географічним положенням регіону: він межував з білоруськими та литовськими землями, які були під впливом протестантизму.
Центрами впливів на Україну були Краків та Люблін, звідки лютеранство поширювалося на Холмщину, Підляшшя та Галичину. Лютеранські церкви були поширені також на Побужжі, Волині, Поділлі, Брацлавщині та Київщині. Саме завдяки їхньому впливу і в православ'ї почала панувати українська мова.
Відомо, що вже з XIII століття українські землі, зокрема, Сяноччина, Холмщина, пізніше Волинь і Галичина, підтримують зростаючі торговельні зв'язки з німецькими князівствами. Польський король Казимир проводив відверту пронімецьку політику і заохочував іноземну колонізацію Західної України. У подібний спосіб діяв намісник Галичини Володислав Опольський (70-ті роки XVI ст.), який «нехтував зовсім місцевим населенням, оточував себе самими чужинцями, головно сілезькими німцями, поляками, волохами, мадярами».
Лютеранство, яке пропагували переважно німецькі місіонери і німецькою мовою, насамперед через німецьку літературу і проповідь, поступово поширювалося і в українських землях. На відміну від шляхетського кальвінізму аугсбурзьке сповідання (за назвою головного лютеранського твору) охоплювало купецькі, міщанські та ремісничі стани, тобто ті, що переважали серед німців-колоністів, які мешкали здебільшого у містах — головних центрах реформаційних рухів Західної та Східної Європи.
В Україні лютеранство не отримало підтримки шляхетської верхівки. Лютеранство, допомагаючи німецьким князям звільнитися з-під влади Священної Римської імперії, підтримувало абсолютну монархію. Прагнення шляхетської вольниці йшло всупереч зміцненню королівсько-князівської влади. Лютеранство, намагаючись утримати позиції у північних німецьких землях, зробило певні поступки католицизмові, особливо у культі та організації. Православному ж населенню Речі Посполитої ближчими були демократичні принципи церковного життя. Лютеранство залишалось байдужим до національних традицій народів Східної Європи, проповідуючи у XVI—XVII ст. переважно німецьку культуру.
І все ж лютеранська церква прагнула активного впливу на корінне населення польсько-литовської держави. Це засвідчує і факт відкриття прусським князем Альбрехтом відділення для учнів з Польщі, Литви і Русі у лютеранському Кролевецькому університеті, і систематичні відвідування слов'янською молоддю інших лютеранських центрів Європи, насамперед Віттенберґа (тут «у 1530-х роках вчилися студенти Poloni, Rutheni або такі, що подавали про себе, що вони з ех Russia, отже, що були українці та білоруси»)
З середини XVI століття, в Україні з'являються переклади Біблії на живу українську мову, а оригіналами для цих перекладів служили польські протестантські переклади; Пересопницьке Євангеліє 1556—1561 року використовує (але не дослівно) лютеранський Новий Заповіт Секлюціана 1553 року, Новий Заповіт Негалевського 1581 року — переклад з соцініанського Нового Заповіту Чеховича 1577 року, Крехівський Апостол 1560-х років — переклад з кальвінської Біблії 1563 року. Це дало можливість пропагувати письмову українську мову і розвивати ідею української національної державності, яка була реалізована в добу Визвольної війни під проводом Богдана Хмельницького.
Католицький рух, що підтримувався тогочасною владою спричинив до майже повного зникнення лютеранства з карти України.

### Поява та поширення«чеських братств»в Україні
Відомостей про діяльність чеських братів в Україні не багато. Тут фактично не існувало їхнього церковного центру, проте чеські брати  виконали певну роль у культурно-просвітницькому і конфесійному процесах в Україні.
Вже у XV ст. жителі України були знайомі з працями реформаторів, що потрапляли сюди через Польщу та Чехію. Наприклад, праці Джона Вікліфа переклав на польську студент Краківського університету, гусит Андрій Галка з Добчина.
Діяльність проповідників чеського братства в Україні зумовлюється насамперед його появою у Польщі 1548 року. Через переслідування влади вони змушені були  емігрувати до Саксонії. Прихильниками чеських братів у Польському Королівстві стають пани і магнати, колишні прибічники гусизму. Одним із головних прихильників течії стає Якуб Остророг — представник польського роду, відомого давніми зв'язками з гуситами. 1553 року йому вдається відкрити церкву і школу для чеських братів, у містечку Лешні, яке стає центром чеськобратського руху у Польщі.

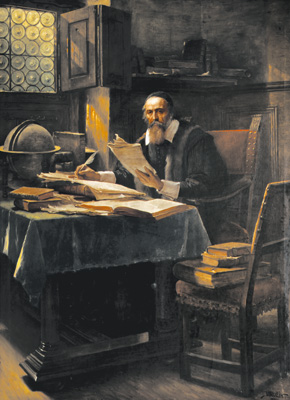
Ян Амос Коменський

Сан суперінтенданта братства на теренах польсько-литовської держави першим зайняв Юрій Ізраель, а останнім був Ян Амос Коменський (1592—1670) — видатний чеський педагог і мислитель, він зіграв важливу роль у поширенні реформаційно-гуманістичних ідей у Східній та Західній Європі. Під керівництвом Коменського у 1638 році відбувся між протестантський синод у Влодаві, на якому було ухвалене остаточне рішення про об'єднання чеських братів з кальвіністами, а також про активізацію культурно-просвітницької діяльності протестантів в Речі Посполитій та посилення їхньої участі у політичному житті регіону. Такі  питання обговорювалися і на синоді в Орлі 1644 році, про який Коменський згадує: «Князь Януш Радзивілл запросив до себе в Орлу наших братів з усіх провінцій, щоб домовитися про спільні дії… я також був тут з моїми братами».
Ян Амос Коменський у своїй культурній та суспільній діяльності неабияке місце відводив Україні.  Чехобратський діяч мав близьке знайомство з багатьма тогочасними європейськими політиками, він брав активну участь у дипломатичних зносинах Богдана Хмельницького з шведським королем та угорським князем під час Визвольної війни українського народу. Так, в середині XVII ст. Коменський жваво листувався з протестантськими володарями Європи, обговорював з ними ситуацію в Україні та давав позитивні характеристики діям українського козацького війська, цілком підтримуючи ідеї національного визволення. Інформуючи своїх прибічників щодо подій в Україні та перебуваючи морально на боці повсталого народу, Коменський давав  чимало порад щодо здійснення тих чи інших політичних акцій. Така позитивна діяльність, була пов'язана із зверненням Богдана Хмельницького (2 липня 1649 р.) до Георгія Ракоці I щодо активізації участі дому Радзивіллів й усіх протестантських сил Польщі і Литви у війні проти польського короля Яна Казимира.
Коменський активно налагоджував шкільну  освіту в Східній Європі, зокрема в українських землях. Його зусиллями піднесено чеськобратську школу у Лешні на рівень вищого навчального закладу європейського зразка, який зіграв суттєву роль у розвитку української школи.
Коменському належить кілька історичних праць. Зокрема з його хроніки «Історія переслідувань Церкви Богемської» (Лейден, 1648) можна дізнатися  про діяльність гуситів та чеських братів у Східній Європі й на теренах Речі Посполитої.  Також у хроніці йдеться про перебування в громадах чеських братів вихідців з України: наприклад, про Мартінуса з Подолії, Георгія Балтазара-русина, Іоанна Подільського.
Як засвідчують історичні документи, на українсько-білоруському пограниччі чеськими братам патронував Микола Глібович. Також є згадки про існування громад чеських братів і в Україні, зокрема, у волинському Берестечку під опікою Єжи Лещинського діяла громада, яку очолював на початку XVII ст. пастор Ян Турновський — поет, педагог, доктор теології Маґдебурзької академії. Серед активних діячів чеського братства був також Єжи Ераст, уродженець Межибіжжя на Поділлі, та Войцех Максим з Вишні, колишній ксьондз «на Русі». Як засвідчує лист чеського брата Кароля з Жеротина (датований 1668 роком), в середині XVII ст. в західноукраїнських землях мешкало чимало чеських емігрантів-братчиків. Існували їхні громади й у Закарпатті: наприклад, у Бенатці, що неподалік Бардієва, на україно-словацькому кордоні.
Завдяки зусиллям чеських літераторів і проповідників у XVI ст. на теренах України з'являються видання, що мають виразне реформаційне спрямування і написані зрозумілою населенню регіону мовою (переклад твору Джона Вікліфа «Триалог», переклади з латини і польської «О Таудалі рицарі», «Страсті Христові», «Повість про трьох королів»).
Залишилися відомості й про діяльність окремих проповідників чеського братства, що безпосередньо пов'язана з історією протестантизму в Україні. Так, його членами певний час були брати Кришковські, передусім Лаврентій — співвидавець «Катехизису» Симона Будного. Бував на Берестейщині Іван Рокита — активний діяч чеського братства, літератор, знавець латинської, німецької, слов'янських мов.
Ще відомішим в Україні був суперінтендант Теофіл Симон Турновський (1544—1608) — колишній студент Краківського і Віттенберзького університетів, автор твору «Дзеркало віри християнської в Польщі» (Вільно, 1594).
Турновський виступив одним з ініціаторів Віленського синоду (1599) між протестантами і православними та редактором проєкту їхньої унії. Турновський, дотримуючись поглядів чеського братства, запропонував організовувати міжконфесійні богослужіння, відкривати спільні школи, проводити спільні релігійні конференції. Однак православний клір не підтримав ідею унії, виступивши з її критикою. Протестантські й православні делегати зійшлися на відстоюванні прав і взаємній допомозі. Попри провал їхніх унійних планів, діяльність Теофіла Турновського мала позитивне значення у справі оборони релігійної свободи.

## Реформація і наукова революція

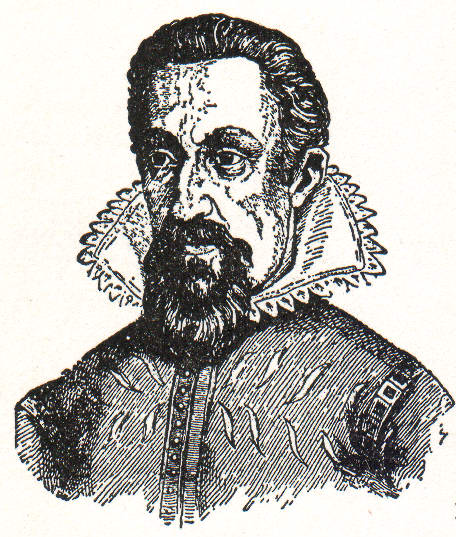
Йоганн Кеплер

Вік релігійних суперечок також став періодом наукових відкриттів. Вийшли такі праці, як «Про обертання небесних сфер» Миколи Коперника (1543), «Вступ до нової астрономії» Тихо Браге (1588), «Нова астрономія» Йоганна Кеплера (1609).
З початком Реформації і наукової революції, у XIV cт. різними авторами були помічені спільні риси нової релігії і нової науки. Письменник Річард Босток, автор праць з медицини, дотримувався погляду, що реформа релігії неухильно вела до реформи медицини, а Коперник і Парацельс оновили науку так само, як Лютер і Кальвін оновили церкву

### Християнство і наука
Для початку необхідно з'ясувати який вплив мало християнство на науку XIV ст. Декотрі дослідники ігнорували факт впливу християнства на принципові положення новоєвропейського природознавства. Таким чином намагаючись провести прямий зв'язок між античними вченнями і науковими теоріями Нового часу. Тому йшлось лише про заміну арістотелізму науковою програмою платонізму.
Але для набуття науковою революцією масштабів XVII ст. необхідні були не тільки бездоганне знання спадку античних авторів, а й основ християнського вчення. Саме християнська релігія підготувала ґрунт для розвитку науки.
Вагомим аспектом впливу християнства є активність суб'єкта, що пізнає. У античній науці суб'єкт постає пасивним і лише спостерігає, і тільки за християнським вченням природа створена Богом з нічого, а людина є активно-вольовим суб'єктом дії. Тому у Новий час на перший план виходить експеримент, що передбачає активне втручання суб'єкта у процес, яке не властиве античній концепції споглядання.

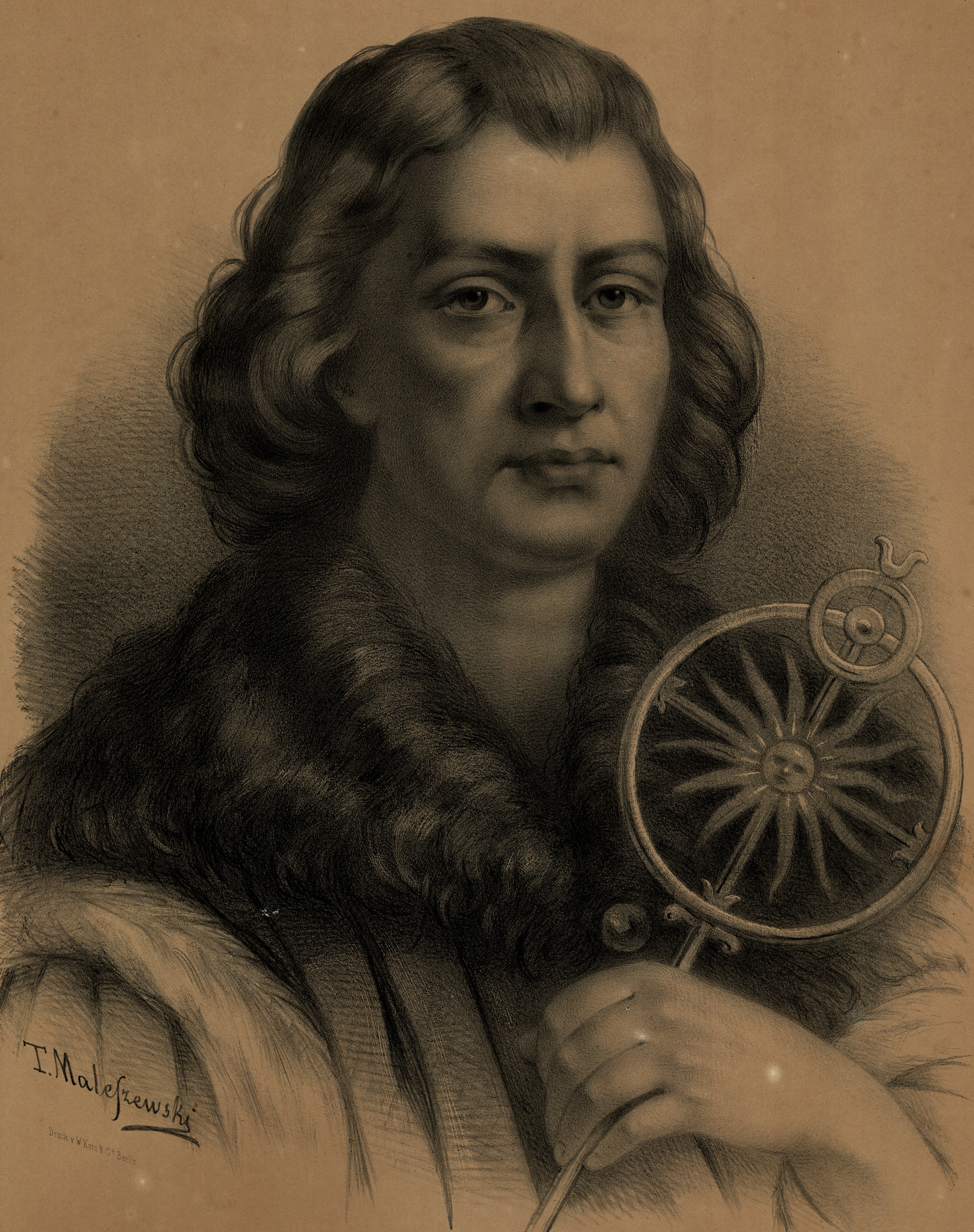
Микола Коперник

Тобто у Середні віки спостерігалась взаємодія релігії і науки, що починала своє становлення, але коли друга повністю визначилась зі своїми цілями та методологією на початку Нового часу, відбувається перший конфлікт між наукою та західним християнством. Першою областю боротьби релігії та природознавства стала астрономія. Після створення геліоцентричної картини світу, що прийшла на зміну геоцентричній, що була запропонована Птолемеєм, розпочалась «коперниківська революція». Деякі місця Біблії суперечили новій картині світу, що було одним із основних аргументів церкви. Навіть М.Лютер виступає з критикою і пише про те, що Коперник хоче зруйнувати всю науку астрономію. Він використовує як аргумент Святе Писання, у якому зазначено, що Ісус Навин під час битви зупинив Сонце, а не Землю.

### Лютер і наука
Лютер прагнув звільнити християнство від язичницьких нашарувань, якими була пронизана католицька церква. Він критикував Арістотеля і виключив його фізику, психологію і метафізику з університетського курсу у Віттенберзі, а самого філософа називав «князем темряви». З праць античного філософа Лютер вважав доцільним вивчати тільки логіку — для виховання проповідників і риторів. Критикували і «Аеропагитський корпус», що прийшов з християнського Сходу, але набув поширення і в Європі. Лютер вбачав у ньому прояв платонізму, а не християнства.

### Ідеї Реформації в науці
Генезис науки в епоху Відродження не можна розглядати поза релігійно-світоглядними змінами, що були викликані Реформацією. Змінилась картина світу. Лютер, Цвінглі і Кальвін зруйнували середньовічну картину світу, головним принципом якої був принцип ієрархії. Ієрархія передбачала наявність якісних відмінностей між земними і небесними тілами та явищами (рух по колу, як найбільш досконалий, приписувався небесному, а прямолінійний і «мішаний» — земному). Протестантська теологія відмовилася визнавати не тільки ієрархію янголів, а й саме існування цих духовних істот, що зруйнувало небесну ієрархію, без якої не міг бути виправданий і її церковний аналог. Через руйнування цілісного християнського світопорядку з'явилась можливість побудувати нове розуміння світу без янголів і духів, представити його як божественний механізм. Реформація призвела до деантропоморфізаціі уявлень про природу, яка наділялася схоластами внутрішнім життям, прагненням до Бога. Реформація зруйнувала арістотелівсько-схоластичну картину світу і сприяла поширенню уявлень про однорідність природи. Навколишній світ став світом кількості, світом математично вимірюваним і механічно регульованим.
Всі види людської діяльності визнавались рівноцінними. Пошук істини було проголошено формою благочестя. Визнавалася перевага практичних чеснот над споглядальними. Складається новий суб'єкт діяльності та пізнання, самостійний і творчий, ерудований і критично мислячий.
Отже, основними аспектами, що відрізняли протестантську картину світу від середньовічної і прокладали шлях новій науці, є:
1. Протестантські концепції, що не розрізняли у світі чудесні і звичайні явища. У Всесвіті все вражає і дивує.
2. Природа деантропоморфізується, зникає те «внутрішнє життя», яким її наділяли схоласти.
3. Реформатори скасували ієрархію якостей з антично-середньовічних вчень, встановили рівність рангів, способів творіння перед лицем трансцендентального Бога.
Таким чином виділяють два можливі типи зв'язку між Реформацією і першим етапом наукової революції: «сильний» і «слабкий». Прихильники сильного типу стверджують, що конкретні вчення або погляди, затверджені реформаторами та їхніми послідовниками, безпосередньо сприяли зростанню науки. З цієї точки зору Реформація була однією з причин наукової революції. Без змін у думках та цінностях, спричинених Реформацією, сучасна наука не мала б можливості розвинутись, як це було. Прихильники слабкого типу зв'язку вважають, що протестантизм не здійснив безпосереднього впливу на науку. Вони визнають, що сучасна наука розвивається як рух, незалежний від Реформації, і стверджують лише те, що протестантизм пропонував відносно мало перешкод для наукової розбудови.

### Реформація і медицина
Одним з найбільш тривалих періодів в історії медицини є період середньовічної медицини, який тривав понад тисячу років (476—1517). При аналізі цього періоду впадає в око, з одного боку, відсутність наступності з античною медициною, досягнення якої були майже повністю втрачені, а з іншого, — практично повна статика в розвитку медичної науки протягом усього середньовічного періоду. Показово, що чомусь саме рух Великої Реформації, а не будь-який інший, кладе край епосі Середньовіччя, а разом з нею і знаменує початок воістину революційних відкриттів в медицині.
Медицина в епоху Середньовіччя залежала практично повністю від державної церкви і її догматів, базуючись з одного боку на схоластичному вченні, яке відкидало в принципі будь-які наукові відкриття, а з іншого на небіблійних навчаннях про безсмертя душі, віру в святих, що робило її розвиток неможливим в принципі. Звідси методи лікування, що застосовуються середньовічною медициною, базувалися на грубих забобонах, які зводилися до віри в цілющу силу амулетів і талісманів; ролі змов і цілющу силу розтертих каменів і мінералів.
Велика Реформація, виступивши проти небіблійних навчань про порятунок справами, безсмертя душі, віру в силу талісманів і оберегів, звільнила медицину від пут забобонів і окультизму, давши можливість її науковому розвитку на євангельських принципах добра і милосердя. Реформація, виступивши проти схоластики, показала, що наука не суперечить вірі, і проголосила рівність усіх людей перед Богом незалежно від їх національного, статевого, расового та соціального походження і, отже, надання їм рівної медичної допомоги.
Релігійне невігластво Середньовіччя унеможливлювало і розвиток анатомії як фундаменту всієї медичної науки. Лікарів, що займалися розкриттям померлих, оголошували чарівниками і знищували.
Саме проти всієї цієї середньовічної системи медицини і виступила Реформація, яка відокремила науку від забобонів, відкрила можливість для занять науковими дослідженнями, які не затиснуті в лещата середньовічних поглядів і понять. Саме Реформація проголосила необхідність загальної освіти, здійснюючи це шляхом відкриття шкіл, університетів, активної підтримки книгодрукування. Реформація відкрила двері розвитку анатомії, фізіології і експериментальної медицини, зруйнувавши забобонні і антинаукові уявлення про будову людського тіла і причини захворювань. І тому не випадково, що країни, які взяли Реформацію, такі як Німеччина, Швейцарія, Швеція, Данія, Велика Британія, Нідерланди, зробили стрімкий ривок вперед, залишивши далеко позаду тих, хто відкинув Реформацію Іспанію, Португалію та Італію, які ще кілька століть продовжували жити за канонами церковної схоластики. Реформація заклала принципи психосоматичної медицини, що говорить про нерозривність психоемоційних особливостей людини, його характеру з плином того чи іншого захворювання.
Саме в країнах, які взяли вчення Реформації, були засновані перші справді наукові медичні факультети університетів, перші державні лікарні.

## Роль жінок в Реформації
Історіографія, присвячена реформаційній тематиці, зазвичай фіксує увагу на діяльності чоловіків. Відомості про роль у цій течії жінок досить фрагментарні, що обумовлюється, найімовірніше, низьким у той період статусом жінки, яку теологія вважала джерелом гріховного. Та й сучасні вчені не досягли консенсусу щодо участі жінок у русі. Так Ковбасюк С. А. у своєму дослідженні наводить щонайменше 3 позиції вчених з цього приводу:
1. «Одні дослідники, як відзначає М. Візнер, взагалі не фокусуються на жіночій історії Реформації, воліючи вважати, що жінки — матері, дружини, дочки в усьому погоджувались з чоловіками-реформаторами.
2. Інша група дослідників відстоює протилежну точку зору — Реформація як час зламу традиційного укладу життя дозволила жінкам проявити себе, вийшовши за межі звичних гендерних ролей. На підтримку своєї думки вони наводять низку імен визначних жінок, у той чи інший спосіб пов'язаних з реформаційним рухом: Катаріна фон Бора, Аргула фон Грумбах, Катаріна Шютц Целль, Єлизавета Бранденбурзька та ін..
3. Третя група вчених займає більш помірну позицію у цій „querelledesfemmes“: Реформація на першому своєму етапі дозволила проявити себе жінкам вищих станів та дружинам видатних реформаторів, у той час як іншим, не шляхетного походження і не задіяним безпосередньо у Реформації, залишалось лише пристосовуватись, інколи дуже не вдало, до існуючих обставин».
Яскраво ілюструє тогочасні уявлення і ставлення до жінок відома цитата з трактату Святого Августина, який хоч і був написаний задовго до XVI століття, але все ще зберігав актуальність:
| Ліві лапки | Немає різниці, чи це дружина, чи мати, у кожній завжди присутня Єва-спокусниця, і ми маємо остерігатись усіх жінок…Я не бачу, яка користь може бути чоловіку від жінки, окрім народження дітей. | Праві лапки |

Попри патріархальні устої, існувала ціла низка діячок, які брали участь у боротьбі за оновлення церкви та активно підтримували рух. Багато жінок вийшли за рамки ролей, покладених на них суспільством, щоб підтримати Реформацію. Це були освічені жінки, які активно досліджували як Святе Письмо, так і праці реформаторів. Деякі з них займали керівні посади і використовували своє становище для підтримки Реформації. Більшість жінок, проте, не мали ніяких переваг, але вони розуміли принципи Реформації і впливали на людей в своєму оточенні.
Одним з шляхів залучення жінок до діяльності реформаторів був їх шлюб з лідерами або простими прибічниками. Найбільш відомими постатями серед таких жінок є Катаріна фон Бора, соратниця Мартіна Лютера, і Катаріна Крапп, обраниця Філіппа Меланхтона.
• Катаріна фон Бора (1499—1552) народилась в родині збіднілих аристократів Ганса Фон Бора та Анни Фон Гаубіц. Ще в дитинстві віддана до монастиря, вона, натхненна трактатами Лютера, в яких він, зокрема, проголошував необхідність розформування монастирів та звільнення ченців і черниць від їх обітниць, разом з іншими дівчатами монастиря Маріентрон зважились втекти: 12 монахинь покинули монастир в Пасхальну ніч у діжках. Одружившись з Лютером, вона привела до ладу господарство, займалася фінансовими справами та вихованням дітей. Але цим її діяльність не обмежувалась. Вона організовувала щоденні вечері Лютера та його прихильників, під час яких були записані відомі «Застільні бесіди», і таким чином долучалася до кола тогочасної інтелектуальної еліти, дискутувала з гостями на теологічні та наукові теми та не боялася вступати у полеміку зі своїм чоловіком. Так зародилося нове розуміння шлюбу як рівноцінного партнерства.
• Катаріна Крапп (1497—1557) — дочка віттенберзького бургомістра та дружина соратника Лютера — Філіпа Меланхтона «втілила своїм життям ідеал дружини доби Реформації. Тиха, спокійна та покірна вона органічно доповнювала свого делікатного чоловіка». Подружжя облаштувало «домашню церкву», де разом з дітьми батьки вивчали Слово Боже, молилися та співали.

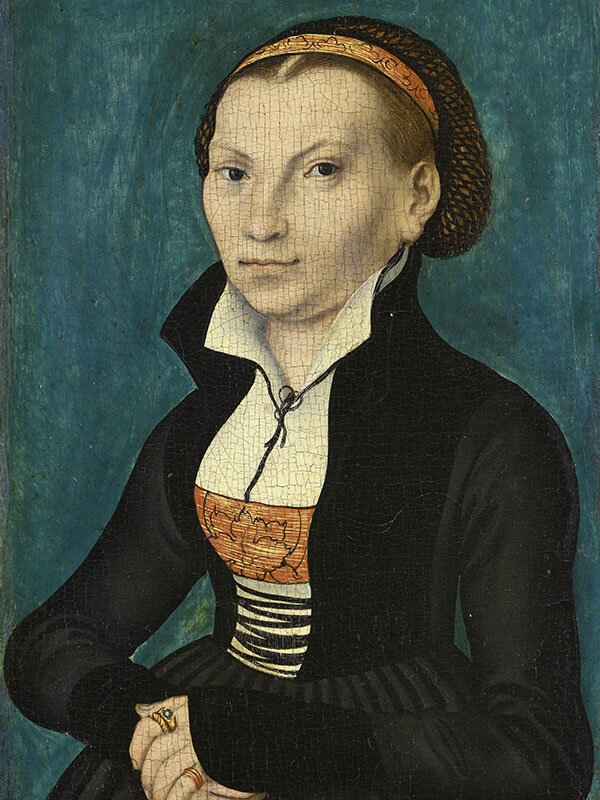
Катаріна фон Бора
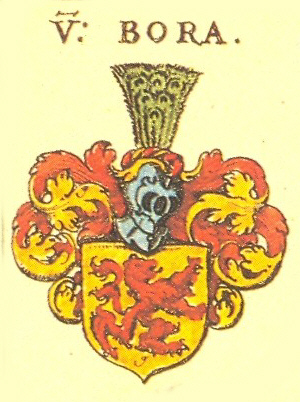
Герб роду Бора

Реформація подарувала світові жінок, що не поступалися чоловікам в майстерності ведення теологічних дебатів, — Аргулу фон Грумбах, Марі Дентьєр та інших.
• Аргула фон Грумбах (1492—1554/57) народилась у Регенсбурзі в аристократичній родині фон Штауфів, отримала блискучу освіту при дворі королеви Кунігунди, доньки імператора Фрідріха III. Сучасники називали її «баварська Юдит». Аргула, затята прибічниця Реформації, наштовхнулась через свої переконання на труднощі у сімейних стосунках: її чоловік з 1516 р. Фрідріх фон Грумбах неодноразово намагався змусити жінку зректися своїх позицій, але вона залишалася непохитною: «Я готова втратити життя та здоров'я. Нехай Господь захистить мене!». Вона запросила до дебатів факультет Інгольштадтського університету після того, як він спробував змусити учня Арсасіуса Сеехофера відмовитися від лютеранських переконань і засудив його до довічного ув'язнення. Її сміливий виклик пролунав тоді, коли чоловіки-протестанти боялися говорити про несправедливість цієї ситуації. Хоча Аргула не отримала відповіді від університету, її лист опублікували друзі в Нюрнберзі, який перевидавали чотирнадцять разів, причому поширили близько 29 тисяч примірників. Теологи університету були обурені тим, що жінка наважилася публічно дискутувати з ними на релігійні теми і обмежились образами та переслідуваннями. Як говорила Аргула, вона опублікувала ще сім буклетів, в яких обговорювалося безліч тем, включаючи авторитет Церкви, вплив реформи на суспільство, необхідність для духовенства зосередитися на духовному благополуччі своїх підданих і її бачення нової церкви. Аргула фон Грумбах продовжувала боротись за здійснення Реформації в Баварії до самої своєї смерті, захоплений її стійкістю, Лютер назвав Аргулу «винятковим знаряддям Христа».
• Марі Дентір (1495—1561), уродженка Швейцарії, перша феміністка Реформації, також втекла з монастиря під впливом реформаційних ідей. Марі одружилася з однодумцем — молодим священником Сімоном Робером, теж колишнім ченцем. Коли подружжя зі Страсбурга переїхало до Женеви, Дентір почала відкрито проповідувати ідеї Реформації, закликаючи, разом із Кальвіном, женевців прийняти нове вчення. Її праця «Війна та звільнення Женеви», надрукована в 1536 р., змальовувала успішну боротьбу міста проти всевладності герцогів Савойських і стала першим подібним твором, написаним жінкою-очевидицею. 1539 року Марі Дентір написала відкритого листа Маргариті Ангулемській, королеві Наварри та сестрі короля Франції Франциска І, відомій покровительською діяльністю щодо реформаторів. У листі Дентір стверджує право жінок на проповідування та безпосередню участь у справі Реформації. Ці ідеї вона розвиває і в іншій праці — «На захист жінок», датованій тим же роком.
• Катаріна Шютц Целль (1497/8—1562), дружина страсбурзького реформатора, колишнього католицького священника, Матіаса Целля. Їх шлюб, укладений у 1523 році став першим клерикальним шлюбом у Страсбурзі і викликав спротив навіть у ліберально налаштованих щодо ідей Лютера страсбуржців. Це спонукало жінку написати її перший твір — «Апологію Катаріни Шютц Маттіасу Целлю, своєму чоловіку». Катаріна наводить низку аргументів на захист клерикального шлюбу, підкріплюючи кожний з них декількома посиланнями на Писання, вона стверджує шлюб як духовне рівноцінне партнерство. Сама Катаріна Шютц Целль стала уособленням активної ролі пасторської дружини, чиє життя не обмежувалось і не мало обмежуватись господарством та дітьми: вона відвідувала хворих та нужденних, приймаючи у своїй власній оселі усіх, хто цього потребував.
• Олімпія Мората (1526—1555) була справжньою вченою. Почала читати лекції в інститутах Келвіна Християнської Релігії в 13 років. Її успіхи в грецькій та латині разом з талантом поетеси дозволили їй узяти участь в роботі північного італійського суду Феррари, який співчував ідеям Реформації. Там вона стала компаньйонкою дочки герцога Еколе II і змогла продовжити навчання. Після того, як вона покинула суд, щоб піклуватися про батька, Мората присвятила свої дослідження біблійному знанню замість класики. Вона перевела деякі псалми на витончену мову грецької поезії і склала діалоги, в яких викладалися її ідеї про християнську надію, спасіння і роль жінок в церкві. Крім того, вона вела листування з кількома протестантськими лідерами, в тому числі з Меланхтоном. Її листи, часто написані латиною, містили не тільки особисте листування, але і богословські дискусії. На жаль, багато творів Олімпії Мората були загублені, коли їй і її чоловікові довелося втікати зі Швайнфурта, Баварія. Однак після того, як Мората передчасно померла в 29 років, друзі зібралися і опублікували ті її записи, що залишилися.
Реформатори знаходили підтримку і в жінок з впливових аристократичних родин, які ставали їх покровительками:
• Маргарита Ангулемська, королева Наварри (1492—1549), сестра французького ренесансного монарха — Франциска І Валуа. Отримала добру освіту та успадкувала любов до книжок від матері. Завдяки навчанню оволоділа латиною, французькою, іспанською, англійською, італійською та німецькою мовами, вільно читала як Платона, так і Данте, а у часи Реформації до кола її читання увійшли праці Лютера та Кальвіна — з останнім вона листувалась протягом усього свого життя. Згодом освічена Маргарита увійшла у коло спілкування найбільш видатних діячів французької Реформації — Гійома Брісоне, Жака Лефевра д'Етапля, Гійома Бюде, а також її улюблених проповідників Арно Бруссіо та Мішеля Д'Аранда. «Коло Мо», назване так за посадою його духовного лідера Гійома Брісоне — єпископа Мо, було утворене в 1521 році. Окрім згаданих вище реформаторів до нього були близькі і такі знані гуманісти як Франсуа Рабле та Еразм Роттердамський. Ризикуючи Маргарита підтримала розповсюдження у Франції реформаційних ідей Брісоне, який рішуче засудив продаж індульгенцій та поклоніння мощам. Захистила вона і Жака Лефевра, перекладача Нового Заповіту на французьку мову, якому після засудження його праці Сорбонною загрожувала страта.
Якщо спочатку Франциск терпляче ставився до підтримки його сестрою французьких реформаторів, то після «Справи про листівки» («Affaire des Placards») 1534 р., його позиція стала набагато більш жорсткою. Маргарита була поставлена перед вибором: або зректись своїх протестантських переконань, або зазнати переслідувань. Вона вибрала друге і покинула французький двір, повернувшись до себе в Наварру. Там королева не тільки продовжила підтримку протестантів, але й почала впроваджувати Реформацію своїми силами: відвідувала містечка на своїй території, подібно до лютеранських «візитаторів» у Німеччині, виявляла церковні зловживання, забезпечувала місцеві спільноти пасторськими, катехетичними та літургічними матеріалами народною мовою. У своєму найбільш відомому творі «Гептамерон» Маргариті вдалось через низку, на перший погляд, легковажних історій, не лише розкритикувати зловживання Католицької церкви та незахищеність жінок перед ними, але й сформулювати власне бачення реформованої церкви — спільноти, де чоловіки та жінки, натхнені Писанням та Святим Духом, могли б свідчити про істину в своєму житті та милість Бога. Маргарита Ангулемська померла досить рано — у 57 років 21 грудня 1549 р. Реформаційну справу Маргарити Наварської згодом продовжила її єдина дочка, Жанна д'Альбре, яка наважилась піти далі і проголосила у королівстві Наварри офіційною релігією кальвінізм.
• Жанна д'Альбре (1528—1572), королева Наварри (Франція), з чоловіком Антуаном де Бурбоном підтримали Реформацію. Жанна перейшла в кальвінізм на Різдво у 1560 році. Через два роки в результаті політичного тиску її чоловік повернувся в католицтво. Жанна відмовилася капітулювати, хоча і зайняла більш нейтральну політичну позицію, спробувавши зберегти мир. Після смерті чоловіка в тому ж році вона знову активно підтримувала реформаторів. Між 1563 і 1566 роками вона встановила кальвінізм як законну релігію в місті Беарн, легалізувала шлюби гугенотів і вивчала можливість об'єднання кальвіністської церкви. 1566 року вона спробувала очистити церкви від всякого ідолопоклонства. Під час подальшої третьої релігійної війни, вона використовувала коштовності своєї корони для забезпечення кредиту армії Гугенотів і залишила своє королівство, щоб приєднатися до лідерів гугенотів в Ла-Рошель. Там вона працювала адміністраторкою і радницею, підтримувала перший протестантський синод. Повернувшись у своє королівство в 1571 році, вона закликала підданих прийняти гугенотське сповідання віри. Однак, бажаючи зберегти свободу совісті, вона не привертала до судової відповідальності тих, хто цього не зробив.
• У 1537 — 1547 молода герцогиня Елізабет фон Рехліц вводить реформацію при дворі, йдучи проти імператора і запеклого опору свого батька, князя Саксонії.

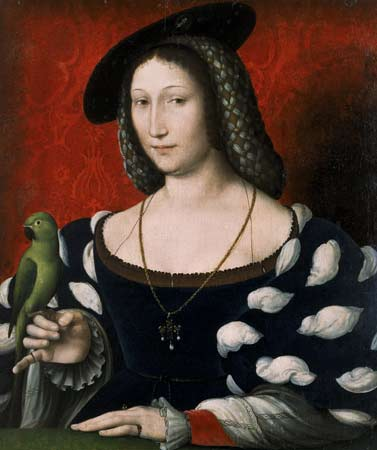
Маргарита Наваррська
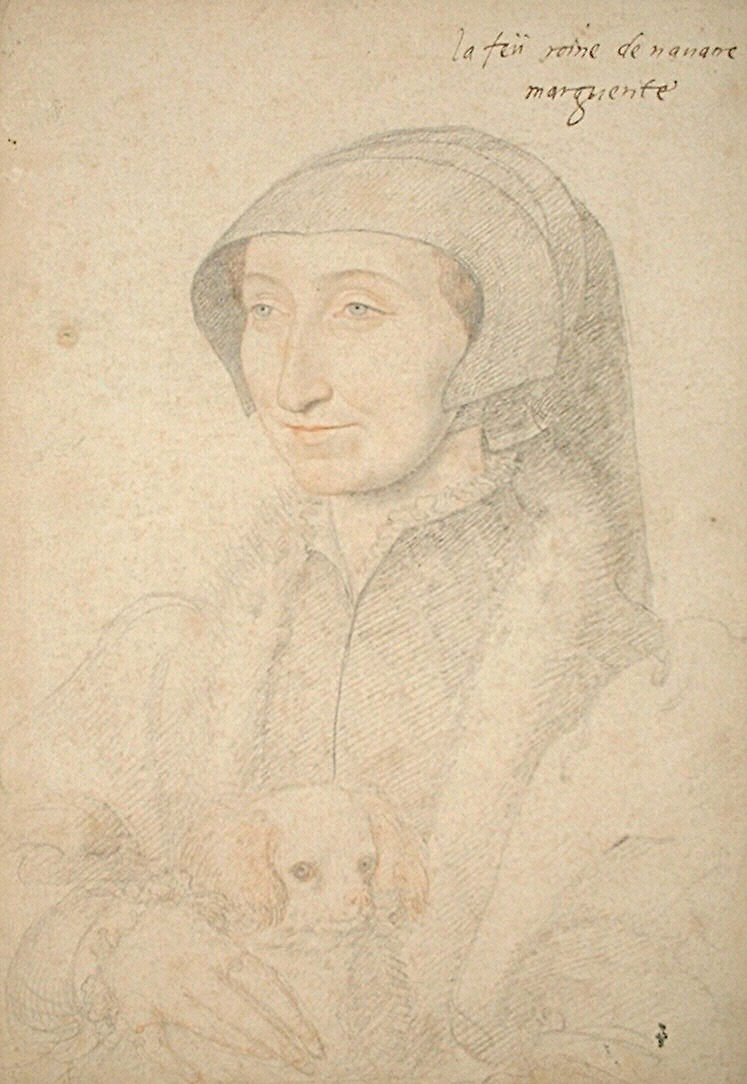
Маргарита Наваррська. Малюнок Дюмонтьє за картиною Клуе
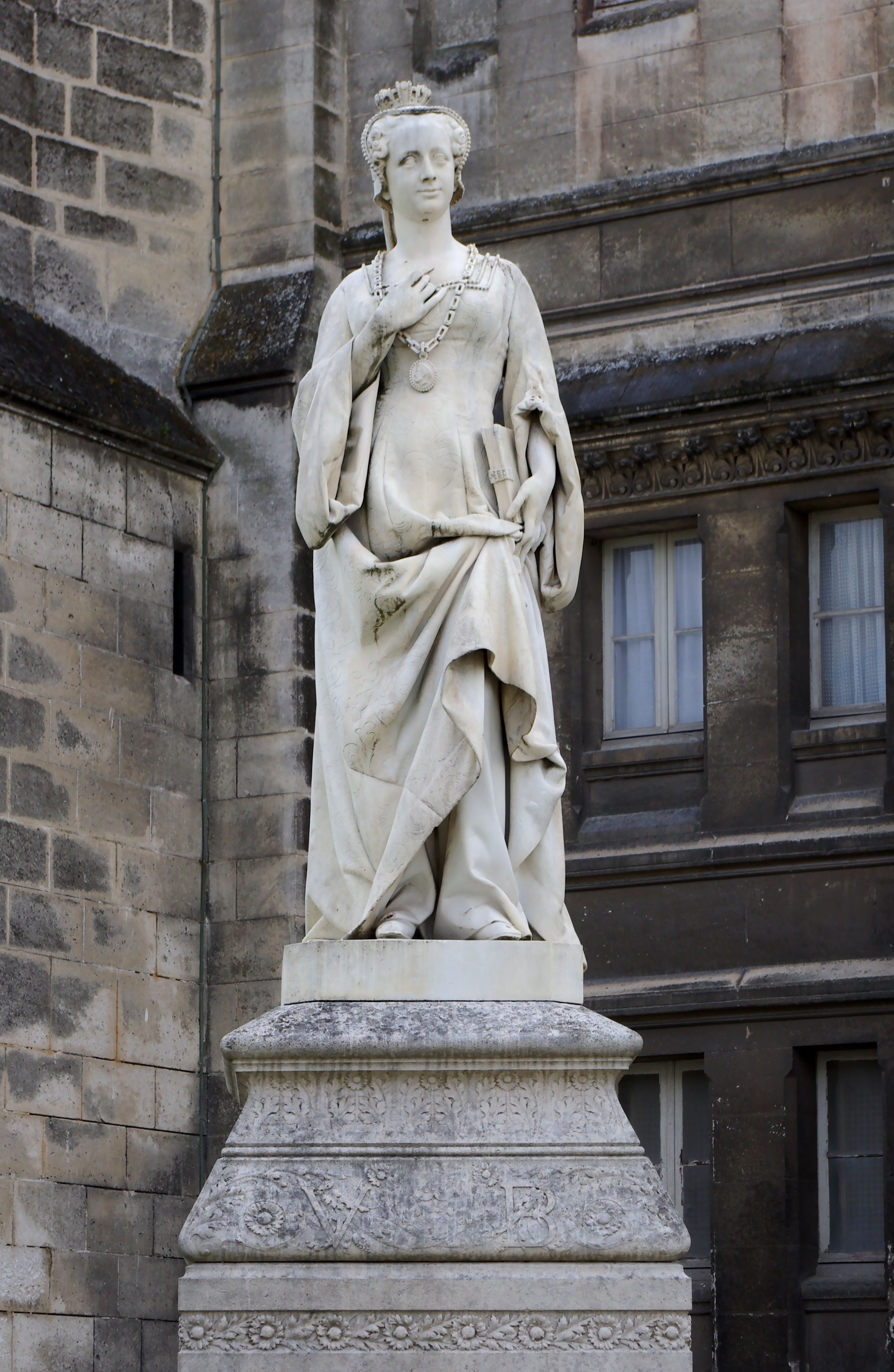
Маргарита Ангулемська, by Jacques Joseph Emile Badiou de la Tronchère (19 ст)

| Ліві лапки | Реформація не призвела до встановлення гендерної рівності ні в теорії, ні на практиці, проте ініціювала тезою про загальне священство нові дискусії щодо ролі чоловіків та жінок у церковному та інтелектуальному житті загалом, щодо гендерних ролей, «маскулінності» і «фемінності», призводячи все ж до переосмислення стереотипів. Реформаційні трансформації уможливили появу нового типу інтелектуалок — пасторських дружин і світських теологинь. | Праві лапки |

## Реформація і музика
Реформація порушила єдність західної церкви: поруч з папською католицькою церквою виникли самостійні — лютеранська, кальвіністська, англіканська, які прагнули зробити церковний обряд доступним народу, ввести в службу общинний спів на національних мовах. Починаючи з XVI ст. поетичні переспіви Псалтиря набувають поширення в протестантському середовищі. Однією з вагомих причин їхнього інтересу до текстів Псалтиря стала опора на Біблію як єдине джерело Божественного Одкровення та відкидання ними церковної традиції. Таким чином, орієнтація протестантів на Святе Письмо наново актуалізувала тексти Псалтиря як джерело богослужбових піснеспівів. На відміну від літургічного використання псалмів в усталеній католицькій традиції, де вони чергувалися з іншими піснеспівами й молитвами, протестанти віддали перевагу «чистому» Псалтирю, і саме тому повні переклади усього Псалтиря й поширення псалтирної поезії характерні передусім для протестантського середовища.
Окремі віршовані переспіви національними мовами текстів Псалтиря протестанти почали видавати вже в своїх перших канціоналах: «Etlich Christlich Lieder» («Кілька християнських пісень», Нюнберг, 1524 р.), «Erfurt Enchiridion» (Ерфурт, 1524 р.), «Geistliche Lieder» («Духовні пісні», Віттенберг, 1553 р.) та інші.
Мартін Лютер, засновник німецького протестантизму, приділяв музиці велику увагу. «Якби я не був теологом, — говорив Лютер, — я найохочіше став би музикантом.» Особливу роль музики він бачив у вихованні молоді, вважав, що знання музики є обов'язковим для шкільного вчителя:
«Музику я любив завжди. Хто знає це мистецтво, той хороший чоловік, майстерний до всього. Музику необхідно зберігати в школах. Шкільний учитель повинен вміти співати, інакше я на нього і дивитися не хочу.»
Найбільш яскраво проявили себе ідеї Мартіна Лютера в його «Німецькій месі», де він розмістив ті типи піснеспівів німецькою мовою, які сподівався розвивати. Мартін Лютер приніс світові новий жанр духовної музики, який пізніше почали називати протестантським хоралом. Разом зі своїми помічниками він почав перекладати латинські тексти на німецьку мову, обережно переробляючи мелодії так, аби вони підходили до ритмічної системи німецької мови. Зазвичай це призводило до спрощення піснеспіву, і робило його більш безпосереднім й сильним.
Більш того, Лютер використовував і прості мелодії, зрозумілі звичайним людям: латинські та німецькі релігійні пісні, шкільні пісні, дитячі пісні, народні пісні чи наспіви. Деякі з цих мелодій стали широко розповсюджені в християнському світі. Слова іноді отримували незначні зміни, а іноді повністю складались заново.
Лютер розумів, що музика може не лише викликати благоговіння, прикрашати службу. У теоретичних висловлюваннях Лютера своєрідно переплітаються християнські ідеї про демоноборче значення музики з ідеєю про музику як вершину світського знання і освіти, як джерело цілком мирських насолод:
«Поважний, люб'язний, дорогий друже! Мені розповів ваш милий брат, що ви знову засмучені і зазнаєте спокусу туги. Ви, люб'язний Матвій, не піддавайтеся своїм думкам, а слухайте, що вам інші люди говорять. Тому, якщо печаль бере над вами силу, скажіть: ні, зіграю я нашому господу Христу пісню на регалі (чи буде це „Ті deum“ або „Benedictas“ і т.і.), бо писання вчить нас, що він охоче слухає благочестиві пісні і струнну музику. Ударяйте швидко по клавішах і співайте, до тих пір поки не пройдуть [погані] думки. А якщо диявол знову з'явиться і дасть вам турботи і сумні думки, обороняйтесь і скажіть: „Я повинен все ж співати і грати для Бога мого“, бо якщо ви одній думці піддастеся, то він нажене ще десять, поки вас не здолає. Тому найкраще — відразу ж дати йому в морду, як це зробив один дворянин: коли його дружина стала точити і уражати, він взяв з-за пояса дудку і став грати на ній. Врешті-решт вона так втомилася, що дала йому спокій; так і ви — сідайте за регаль або підберіть собі хороших товаришів і співайте, поки вам не вдасться насміятися над дияволом.»
«Сатана — ворог музики: він їй чужий. Давайте заспіваємо, заспіваємо щось повними голосами чорту на зло! Йому не по собі, коли слово Божої правої віри співається з музикою, може бути тому, що він згадує, як він своїм падінням був викинутий в якості поганого музиканта з небесного воїнства.»
Найвідоміші хорали, складені самим Лютером — «Ein feste Burg ist unser Gott» («Господь наш — оплот», складений між 1527 і 1529) і «Vom Himmel hoch, da komm ich her» («Схожу с висот небесних я»; в 1535 склав вірші, підклавши їх під шпільманську мелодію «Ich komm 'aus fremden Landen her»; в 1539 склав до віршів власну мелодію). Всього Лютеру приписують складання близько 30 хоралів.
Відомий релігійний реформатор, мислитель і педагог Філіпп Меланхтон є однією з найвпливовіших фігур німецької Реформації. Після смерті Лютера він очолив німецький протестантизм. У сімнадцять років закінчив Тюбінгенський університет і став викладати класичну філологію у Віттенберзі. Велику увагу він приділяв і проблемам музики. Про музику він пише в статтях «Похвала музиці», «Про музику», говорить в промові «Про вільні мистецтва» (1517). У цих нотатках своєрідно переплітаються християнські й античні уявлення про музику, про її значення і роль в житті людини. Особливий інтерес представляє порівняння Меланхтоном музики з арифметичною, геометричною і гармонійною пропорцією:
«І якщо хто-небудь все це більш ретельно обміркує, він помітить, що в кожному роді пропорцій виявляється мудрість, гідна подиву. Фізика найбільше потребує арифметичної рівності, управління людьми — геометричної, для церкви ж характерна гармонія. Адже саме музику господь призначив роду людському для того, щоб об'єднуватися співом і повідомляти іншим істинне вчення про сутність і волі божої, а разом з тим і закріплювати його в пам'яті, бо запам'ятовування за допомогою співів зберігається довше; музика призначена також порушувати почуття, відповідні христову вченню, і тому в храмах справжньої церкви вона завжди повинна і зберігатися, і шануватися. Отже, Господь хотів, щоб сама гармонійна пропорція була відображенням церкви, що утворюється з збігу людей, різних за гідністю, але таких, що складають співзвуччя в їх вірі. Існують, й інші співвідношення. Нарешті, подібно до того як Господь хоче, щоб правителі підтримували інші мистецтва, корисні церкви, так він хоче, щоб вони заохочували й заняття музикою.»
Женевський реформатор Жан Кальвін був проти того, щоб людські емоції знаходили втілення в музиці. З одного боку, він визнавав псалми єдиним матеріалом, придатним для християнських піснеспівів. Тому кальвіністи забороняли виконувати в церкві будь-які тексти, крім тих, що містяться в Псалтирі. З іншого боку, Кальвін і його послідовники наполягали на простому і чистому співі Господньої хвали і забороняли будь-який багатоголосний спів і застосування музичних інструментів.
Жан Кальвін писав: «Ми не повинні брати на озброєння все, що, на нашу думку, нам підходить, але повинні стежити за вказівками Того
єдиного, хто правомочний їх наказувати. Без веління або прикладу використання механічних інструментів в Новому Завіті ми не маємо права привносити їх до церкви». Кальвін не був проти гри на інструментах в приватному житті, але виступав проти використання їх в християнській церкві
Таким зразком музики, що вкладається в такі жорсткі рамки, є «Женевський псалтир». Псалми, перекладені близько 1550 р. французькою мовою Теодором Беза, були покладені на музику професійним музикантом Луї Буржуа. В результаті
з'явився Женевський псалтир, завершений в 1562 році. Згідно з кальвіністськими поглядами на церковне мистецтво, автори «Женевського псалтиря» використовували мінімальні засоби виразності, відмовляючись від багатоголосся. Утім, широка популярність збірника інспірувала появу численних багатоголосних обробок «Женевського псалтиря», з яких найвідомішими є чотириголосні твори Клода Гудімеля (1565), що їх автор пропонував виконувати вдома, а не в церкві, у зв'язку з доктриною кальвіністської церкви щодо спрощення зовнішнього елементу богослужіння.
«Женевський псалтир» користувався популярністю не лише в Швейцарії: у 1632 р. у Лондоні вийшов переклад «All the French Psalm Tunes with English Words …», де на мелодії «Женевського псалтиря» було покладено англійський текст
У Нідерландах наспіви «Женевського псалтиря» обробляли Якоб Клемент, Тільман Сузато, Ян Свелінк, в Німеччині — Амброзіус Лобвассер.
Англіканська церква відокремилася від Риму при Генріху VIII (1534). Т. Стернхолдом і Дж. Хопкінсом був здійснений переклад Псалтиря на англійську мову. Вони ж і деякі інші композитори стали авторами нових мелодій. У єлизаветинскую епоху Дж. Булл, К. Тай, Т. Талліс, Т. Морлі та У. Берд створили багатоголосі обробки псалмів (по стилю вони споріднені творам Гудімеля і Ле Жона). В Англії з'явився і специфічно національний церковний жанр — енсзем (Морлі, Берд, О. Гіббонс, Г. Перселл, Г. Ф. Гендель). Разом з тим в Англії як богослужбова мова довго зберігалась латина, створювалася музика в традиційних католицьких жанрах (меса, мотет).
Перші досліди з перекладу латинських піснеспівів меси і оффіціума на німецьку мову належать Томасу Мюнцеру

## Вшанування пам'яті
Відповідно до указу Президента України у 2017 році 500-річчя Реформації відзначатиметься на державному рівні.

## Реформація та мистецтво
На відміну від Італії, де у мистецтві вже переважали світські мотиви, у Німеччині основним сюжетом продовжувала бути біблійна тематика. Епоха Реформації тісно пов'язана з Північним Відродженням. Реформаторські ідеї вплинули радше негативно на розвиток мистецтва через канонічну відмову від сакральних зображень. Деякі протестантські лідери, як Ж. Кальвін та У. Цвінглі були противниками будь-якого сакрального зображення, через що й було знищено сотні зображень. Особливо на півдні Німеччини та у Швейцарії реформаційна хвиля знищила численні католицькі картини, скульптури та вітражі XVI ст. Це явище відоме в історії як «картинна буря» (нім. "Bildersturm "). Все мистецтво мусить прославляти Бога. Реформація виступила проти культу святих, у тому числі і Діви Марії, проти відпущення гріхів, паломництв, поклоніння реліквіям, проти чернецтва, що несло по собі скасування величезного пласту релігійних сюжетів, а також втрату замовлень на декорування культових будівель.

Перебуваючи у Базелі, Еразм Роттердамський писав:   
 «Нічого не вціліло не в монастирях, не на порталах, не у церквах. Картини були замазані вапном, все, що могло горіти, було кинуте у багаття, інше розбито вщент. Ні їх грошова, ні художня цінність не служили їм захистом»
З іншого боку реформація зі своїми ідеями гуманізму дала поштовх бурхливому розвитку Німецького Відродження. На перший план виходять повсякденні сцени, народні образи, пейзажі. Мистецтво вже не обмежується стінами церкви. Велика увага надається рисам обличчя. Після виступу Лютера на Вормський рейхстазі 1521 року і піддання його анафемі, його популярність так зросла, що кожен політичний памфлет, який стосувався дискусії з католицькою церквою, супроводжувався портретом Лютера на титульному листі, останнього зображували із сяєвом над головою, схожим на німб, і з голубом, символом Святого Духа, який, як проголошував сам Лютер, зійшов на нього.
Швидкого розвитку набуває портретний живопис. У  майстрів німецького Відродження спостерігається поступова зміна художньої форми з утвердженням нового протестантського догматизму. Зображення та передача моральних цінностей має більше значення, ніж художні канони. У самому епіцентрі реформації знаходилась особистість на ім'я Лукас Кранах, відомий за своїми портретами реформаторів (зокрема самого Мартіна Лютера). Кранах відходить від ідеалістичних позицій. У моделях пізніх портретів Кранаха зовнішня краса поступається місцем внутрішньому запалу та моральному ідеалу протестантського благочестя і працьовитості. Ці люди, згідно з лютеранським вченням, своєю працею в житті настануть випробування Христа.  Саме терпіння лежить в основі протестантської духовності. Художнику належить низка розмальованих вівтарів з найпоширенішим сюжетом епохи — Тайною вечерею. На них Ісус зображується традиційним шляхом з німбом, проте замість апостолів зображено портрети провідних діячів Реформації. Відомим є вівтар Віттенберзької церкви, «Розп'яття Христа». Різноманітність людей та емоції свідчать про те, що Кранах розуміє, що кожна людина має особисті стосунки з Богом і по-різному реалізує питання віри. Горе його персонажів — це лише необхідний крок до щастя.
«Здешевлення церкви» наштовхує на нові мистецькі форми, зростає попит на малі зображення, що несуть по собі християнську мораль, поширюється мистецтво гравюри, яскравим представником якої є Альбрехт Дюрер. У картині «Чотири апостоли», Святого Петра, засновника католицької церкви, символічно змальовано на задньому плані. Зі зверненням до лютеранства у 1519 році, роботи Дюрера мають кардинально інший характер зображення, як, наприклад, у творі «Богоматір та немовля зі Св. Анною», де художник передає трагізм неминучості важкої долі маленького Ісуса. У своїй гравюрі від 1523 року «Тайна вечеря», Дюрер зображує Христа трохи зсунутим у бік, а вираз облич апостолів позбавленні надземної ідеальності, кожен має власну реакцію на сказане Ісусом, видно чітку гуманізацію деталей. Домінантними об'єктами постають хліб, вино та чаші, що є символами Святого Причастя та звертаються до лютеранських позицій Євхаристії. Особливим моментом є порожня посудина без жертовної баранини, що використовувалась у католиків, як символ Христа. Дюрер тут зосереджує увагу не на смерті Христа, а на Воскресінні.
Одним з перших художників якому вдалось зобразити важливість безпосереднього контакту людини з Богом є Рембрант ван Рейн, який приписував себе до прихильників Реформації. Він один з тих митців, хто стояв у своїх творах на безпосередньому контакті з Богом. Єдиним джерелом надії для нього виступає Біблія. Новаторством у його роботах стало те, що він почав зображувати біблійні сцени не ідеалістично, а згідно з реаліями. Рембрант зображує святих як звичайних людей з власними вадами та пороками у павшому світі Адама. Американські дослідники Вільям та Аріель Дюрант писали про цю особливість стилю Рембранта: «Коли художники такі, як Рубенс, шукали предмети своїх зображень серед красивих та щасливих, Рембрандт поширював своє мистецтво через вигнанців, хворих, жалюгідний, навіть покалічених; і, хоча він і не ставив собі за мету творити релігію, йому вдавалсь втілити відношення до Христа через тих, хто впав у війні проти всього». Рембрант був митцем у ще одному стилі, на розвиток якого вплинула Реформація — у автопортреті. Реформація дала початок традиції ландшафтів та жанрових сцен, які поширились пізніше, у XVII ст. Пітер Брейгель (працював як на католицьких, так і на протестантських покровителів. У більшості його картин, взагалі відсутня релігійна сюжетність, основна увага надається селянському життю у Фландрії XVI століття. Ще один великий художник свого віку, Лукас ван Лейден, відомий переважно своїми гравюрами знову ж таки з повсякденними сценами життя.
Католицька церква розглядала протестантизм з його політикою іконоборства як загрозу Церкві. На спільному Тридентському соборі було запроваджено деякі власні реформи. Багато релігійного мистецтва в католицьких країнах (особливо Італії) втратило свою увагу на релігійну тематику, і зацікавилось матеріальними речами та декоративними якостями. Реформи, які випливають з цієї ради, лягли в основу того, що називається контрреформацією.

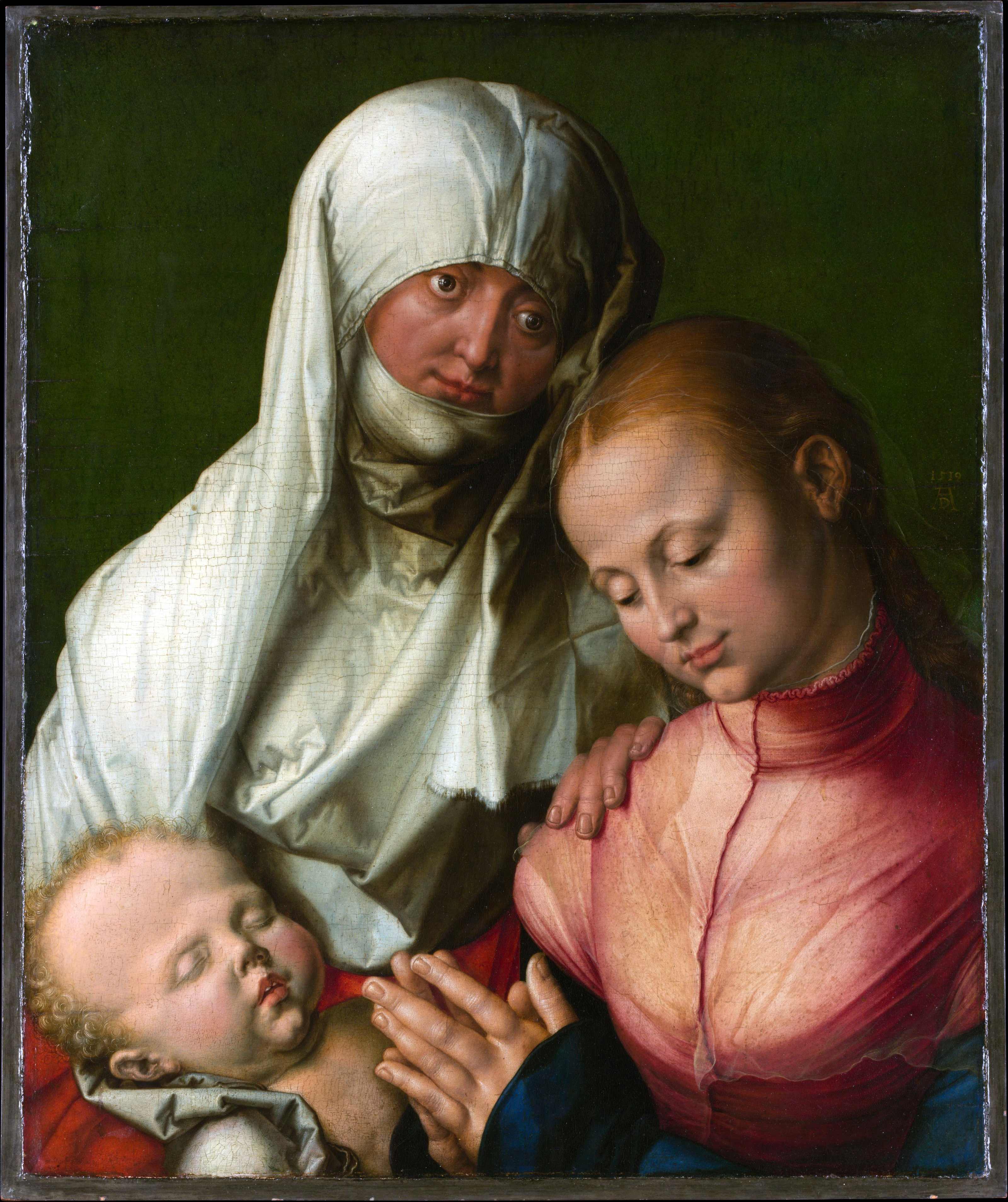
Альбрехт Дюрер-Богоматір та немовля зі Св. Анною
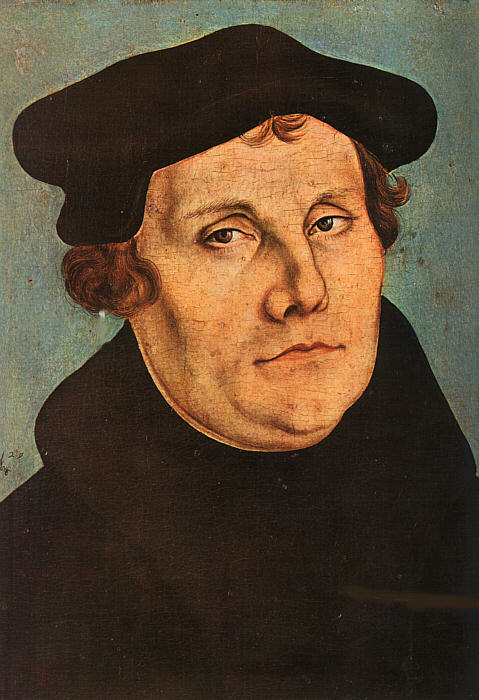
Лукас Кранах старший — Мартін Лютер
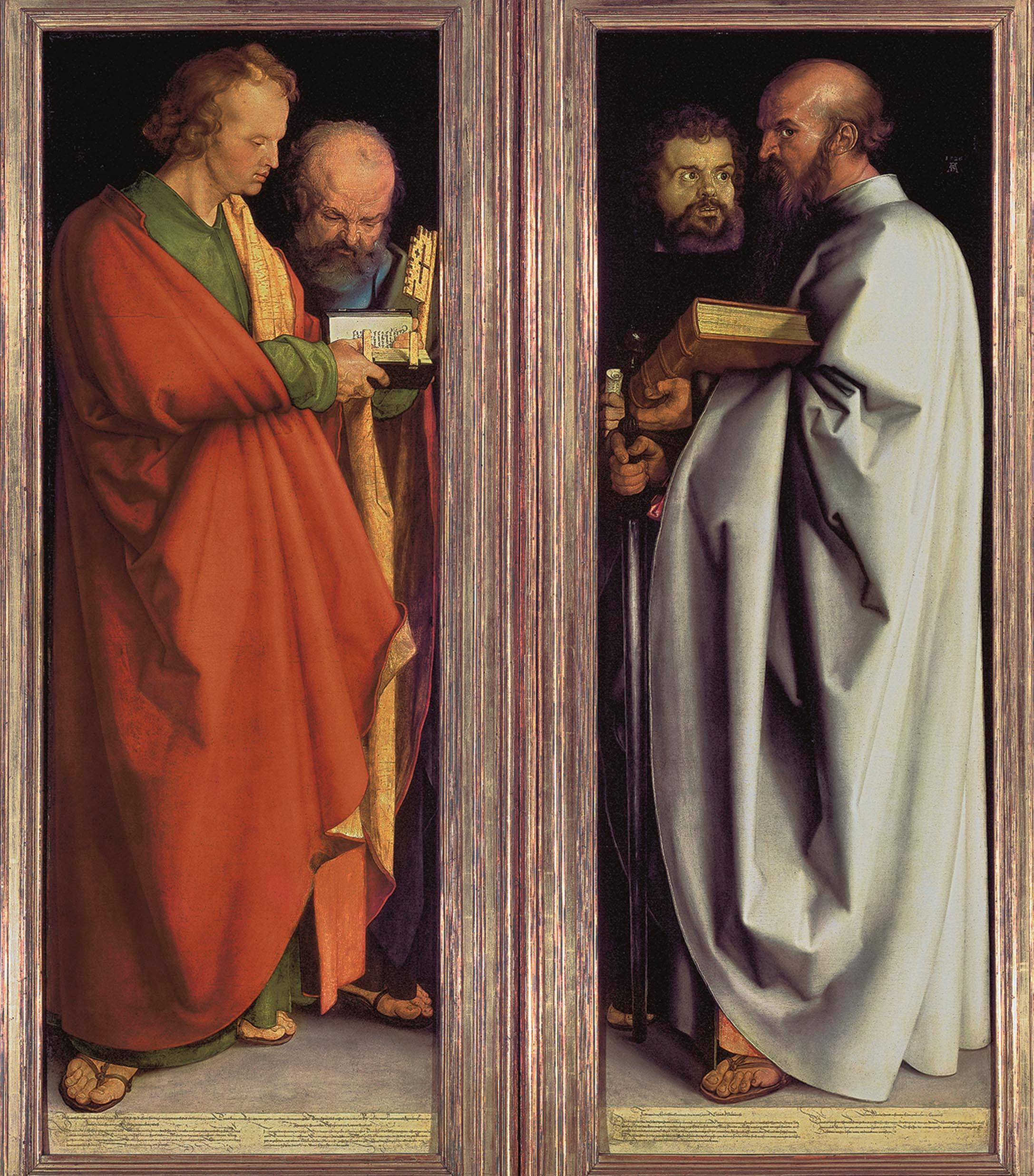
Альбрехт Дюрер — Чотири апостоли
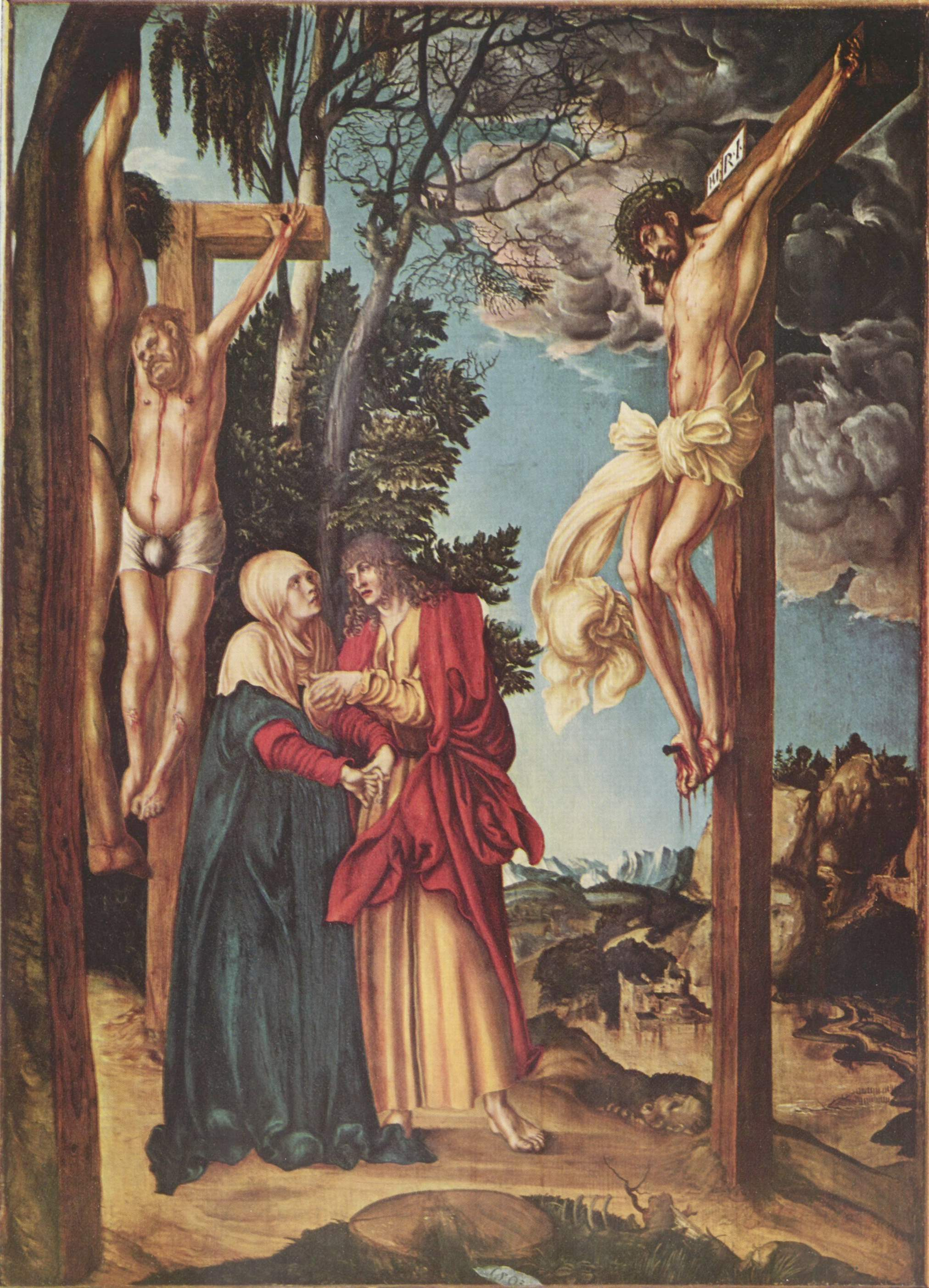
Лукас Кранах старший — Розп'яття Христа
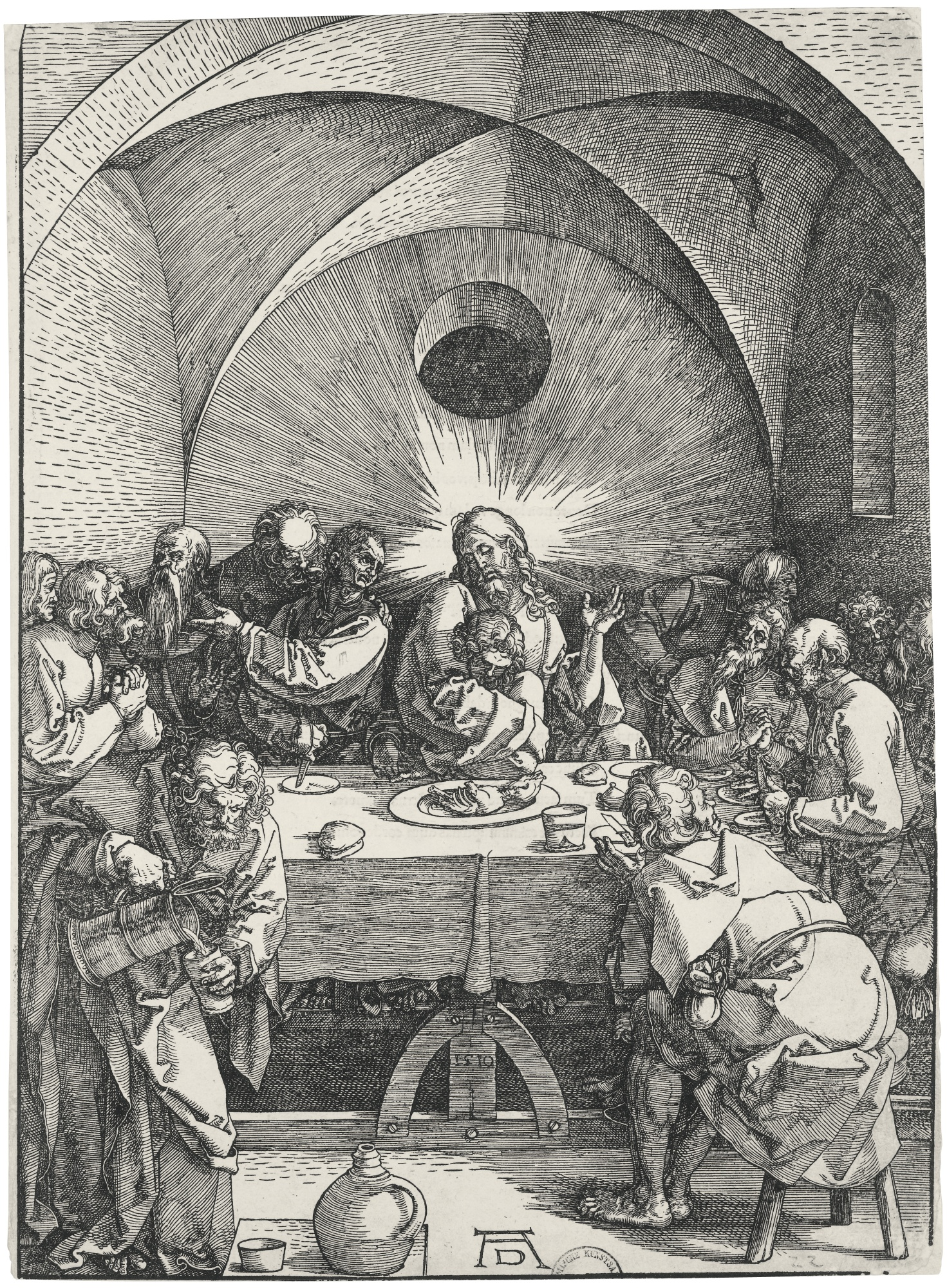
Альбрехт Дюрер — Таємна вечеря (гравюра)